# Bahnstrecke Chomutov–Vejprty/Reitzenhain
| Strecke                                                   |              | von Praha-Bubny (vorm. BEB)                    | von Praha-Bubny (vorm. BEB)                    |
| Abzweig geradeaus und von links                           |              | von Cheb (vorm. BEB)                           | von Cheb (vorm. BEB)                           |
| Bahnhof                                                   | 0,000        | Chomutov früher Komotau                        | 355 m                                          |
| Abzweig geradeaus und nach rechts                         |              | nach Ústí nad Labem hl. n. (vorm. ATE)         | nach Ústí nad Labem hl. n. (vorm. ATE)         |
| Brücke über Wasserlauf                                    |              | Podkrušnohorský přivaděč                       | Podkrušnohorský přivaděč                       |
| Strecke mit Straßenbrücke                                 |              | Straße I/7                                     | Straße I/7                                     |
| Abzweig geradeaus und von rechts                          |              | vlečka ZZN Rakovník a.s.                       | vlečka ZZN Rakovník a.s.                       |
| Haltepunkt / Haltestelle                                  | 4,300        | Černovice u Chomutova früher Tschernowitz      | 420 m                                          |
| Strecke mit Straßenbrücke                                 |              | Straße I/7                                     | Straße I/7                                     |
| Bahnhof                                                   | 14,054       | Domina früher Domina-Schönlind                 | 590 m                                          |
| Haltepunkt / Haltestelle                                  | 18,838       | Křimov-Suchdol früher Dörnthal (b Komotau)     | 680 m                                          |
| Haltepunkt / Haltestelle                                  | 21,305       | Křimov zastávka früher Krima Hp                | 730 m                                          |
| Bahnhof                                                   | 22,774       | Křimov früher Krima-Neudorf                    | 750 m                                          |
| Abzweig ehemals geradeaus und nach links                  |              | nach Vejprty                                   | nach Vejprty                                   |
| Brücke (Strecke außer Betrieb)                            | ~24,200      | Wirtschaftsweg                                 | Wirtschaftsweg                                 |
| Brücke (Strecke außer Betrieb)                            | 25,000       | Wirtschaftsweg                                 | Wirtschaftsweg                                 |
| Brücke (Strecke außer Betrieb)                            | 25,570       | Straße Hora Sv. Šebestiána–Menhartice (4,47 m) | Straße Hora Sv. Šebestiána–Menhartice (4,47 m) |
| Haltepunkt / Haltestelle (Strecke außer Betrieb)          | 25,712       | Menhartice früher Märzdorf                     | 786 m                                          |
| Brücke (Strecke außer Betrieb)                            | 26,167       | Wirtschaftsweg (4 m)                           | Wirtschaftsweg (4 m)                           |
| Brücke (Strecke außer Betrieb)                            | 26,594       | Wirtschaftsweg (3,6 m)                         | Wirtschaftsweg (3,6 m)                         |
| Brücke (Strecke außer Betrieb)                            | 27,479       | Wirtschaftsweg (3,6 m)                         | Wirtschaftsweg (3,6 m)                         |
| Kulminations-/Scheitelpunkt (Strecke außer Betrieb)       | 28,900       | Scheitelpunkt                                  | 826 m                                          |
| Bahnhof (Strecke außer Betrieb)                           | 30,119       | Hora Sv. Šebestiána früher Sebastiansberg      | 818 m                                          |
| Brücke über Wasserlauf (Strecke außer Betrieb)            | 30,484       | Chomutovka (80 m)                              | Chomutovka (80 m)                              |
| Brücke (Strecke außer Betrieb)                            | 31,036       | (51,5 m)                                       | (51,5 m)                                       |
| Brücke (Strecke außer Betrieb)                            | 31,678       | Wirtschaftsweg (4,5 m)                         | Wirtschaftsweg (4,5 m)                         |
| Brücke (Strecke außer Betrieb)                            | 33,260       | (2,5 m)                                        | (2,5 m)                                        |
| Haltepunkt / Haltestelle (Strecke außer Betrieb)          | 35,621       | Reitzenhain v Čechách früher Reizenhain        | 780 m                                          |
| Brücke (Strecke außer Betrieb)                            | 35,794       | Straße I/7 (11,2 m)                            | Straße I/7 (11,2 m)                            |
| Grenze auf Brücke über Wasserlauf (Strecke außer Betrieb) | 35,860 0,000 | Schwarze Pockau (40 m, Tschechien/Deutschland) | Schwarze Pockau (40 m, Tschechien/Deutschland) |
| Bahnhof (Strecke außer Betrieb)                           | 1,390        | Reitzenhain                                    | 776 m                                          |
| Strecke (außer Betrieb)                                   |              | nach Flöha                                     | nach Flöha                                     |

| Strecke                                   |              | von Chomutov                                | von Chomutov                             |
| Bahnhof                                   | 0,000        | Křimov früher Krima-Neudorf                 | 750 m                                    |
| Abzweig geradeaus und ehemals nach rechts |              | nach Reitzenhain                            | nach Reitzenhain                         |
| Strecke mit Straßenbrücke                 |              | Straße I/7                                  | Straße I/7                               |
| Haltepunkt / Haltestelle                  | 1,105        | Nová Ves u Křimova früher Neudorf           | 765 m                                    |
| Brücke                                    |              |                                             |                                          |
| Brücke über Wasserlauf                    |              |                                             |                                          |
| Brücke                                    |              | Wirtschaftsweg                              | Wirtschaftsweg                           |
| Haltepunkt / Haltestelle                  | 5,300        | Výsluní früher Sonnenberg (ehem. Bf)        | 800 m                                    |
| Brücke                                    |              |                                             |                                          |
| Brücke                                    |              | Straße II/223                               | Straße II/223                            |
| Bahnhof                                   | 11,500       | Rusová früher Preßnitz-Reischdorf           | 825 m                                    |
| Brücke                                    |              | Straße II/224                               | Straße II/224                            |
| Brücke                                    |              |                                             |                                          |
| Brücke                                    |              |                                             |                                          |
| Brücke                                    |              |                                             |                                          |
| Haltepunkt / Haltestelle                  | 16,100       | Měděnec früher Kupferberg (ehem. Bf)        | 830 m                                    |
| Haltepunkt / Haltestelle                  | 18,400       | Měděnec zastávka früher Kupferberg Hp       | 850 m                                    |
| Abzweig geradeaus und ehemals nach rechts |              | vlečka důl Měděnec                          | vlečka důl Měděnec                       |
| Kulminations-/Scheitelpunkt               |              | Scheitelpunkt                               | 875 m                                    |
| Haltepunkt / Haltestelle                  | 22,200       | Kovářská městys früher Schmiedeberg Markt   | 865 m                                    |
| Bahnhof                                   | 25,700       | Kovářská früher Schmiedeberg                | 850 m                                    |
| Haltepunkt / Haltestelle                  | 27,300       | České Hamry früher Böhm. Hammer             | 845 m                                    |
| Brücke                                    |              |                                             |                                          |
| Brücke                                    |              |                                             |                                          |
| Haltepunkt / Haltestelle                  | 30,600       | Vejprty zastávka früher Weipert Neugeschrei | 790 m                                    |
| Brücke                                    |              |                                             |                                          |
| Haltepunkt / Haltestelle                  | 32,900       | Vejprty koupaliště früher Weipert Hp        | 745 m                                    |
| Brücke über Wasserlauf                    |              |                                             |                                          |
| Strecke mit Straßenbrücke                 |              | Straße II/224                               | Straße II/224                            |
| Bahnhof                                   | 34,807 0,000 | Vejprty früher Weipert                      | 715 m                                    |
| Grenze auf Brücke über Wasserlauf         | 0,577        | Pöhlbachviadukt (Tschechien/Deutschland)    | Pöhlbachviadukt (Tschechien/Deutschland) |
| Strecke                                   |              | nach Annaberg-Buchholz unt Bf               | nach Annaberg-Buchholz unt Bf            |
|                                           |              |                                             |                                          |
| Quellen:                                  |              |                                             |                                          |

Die Bahnstrecke Chomutov–Reitzenhain mit dem Abzweig nach Vejprty ist eine Eisenbahnverbindung in Tschechien, die ursprünglich von der k.k. priv. Buschtěhrader Eisenbahn (BEB) erbaut und betrieben wurde. Sie beginnt in Chomutov (Komotau), überschreitet den Erzgebirgskamm und endet heute im Grenzbahnhof Vejprty (Weipert), wo über die Bahnstrecke Vejprty–Annaberg-Buchholz unt Bf Anschluss an das deutsche Eisenbahnnetz besteht. Die in Křimov abzweigende Strecke nach Reitzenhain wurde 1972 stillgelegt.
Nach einem Erlass der tschechischen Regierung ist die Strecke Chomutov–Vejprty seit dem 20. Dezember 1995 als regionale Bahn („regionální dráha“) klassifiziert.

## Geschichte

### Vorgeschichte und Bau
Die Genehmigung für eine „Locomotiveisenbahn von Kommotau bis Weipert an die königlich sächsischen Grenze zum Anschluss an die Chemnitz-Annaberger Bahn“ hatte die Buschtěhrader Eisenbahn am 1. Juli 1868 im Zusammenhang mit der Konzession der Linie von Prag über Komotau nach Eger erhalten. Die konzessionierte Linie sollte innerhalb von drei Jahren ab Konzessionserteilung fertiggestellt und dem öffentlichen Verkehr übergeben werden. Die Anlage eines zweiten Gleises war gefordert, wenn der „jährliche Rohertrag während zweier aufeinanderfolgender Jahre die Summe von 140.000 fl. überschreitet“. Am 29. September 1869 wurde schließlich mit Sachsen der Staatsvertrag „über die Eisenbahnanschlüsse an der böhmisch-sächsischen Grenze bei Weipert, Georgswalde und Warnsdorf“ abgeschlossen. Als Verknüpfungspunkt mit dem sächsischen Eisenbahnnetz wurde Weipert bestimmt. Sachsen verpflichtete sich, die Strecke von Annaberg bis Weipert bis zum 1. Juli 1871 fertigzustellen. Wenn sich kein privater Investor für den Streckenbau finden sollte, war dort ein Bau auf Staatskosten vorgesehen.
Die Strecke Komotau–Weipert wurde schließlich am 1. August 1872 in Betrieb genommen. Die durch die Konzession vorgegebene Baufrist wurde damit um über ein Jahr überschritten. Die Anschlussstrecke in Sachsen von Weipert nach Annaberg nahm zwei Tage später – am 3. August 1872 – ihren allgemeinen Betrieb auf.
Am 28. Juni 1872 wurden der Buschtěhrader Eisenbahn per Gesetz für die noch zu bauende Linie von Krima nach Reitzenhain die gleichen Vergünstigungen wie schon für die vorhandenen Strecken gewährt. Die Realisierung dieser Strecke sollte nach Abschluss eines weiteren Staatsvertrages mit Sachsen erfolgen.
Die Konzession zum Bau und Betrieb der Linie nach Reitzenhain zum Anschluss an die Strecke der Chemnitz-Komotauer Eisenbahngesellschaft wurde schließlich am 12. November 1872 ausgestellt. Am 23. August 1875 wurde die Strecke eröffnet.

### Im Betrieb der Deutschen Reichsbahn
Nach der Angliederung des Sudetenlandes an Deutschland im Herbst 1938 kam die Strecke zur Deutschen Reichsbahn, Reichsbahndirektion Dresden. Im Reichskursbuch war die Verbindung nun als KBS 169 Chemnitz–Weipert–Komotau und 169a Chemnitz–Reitzenhain–Krima enthalten. Für wenige Jahre verkehrte nun auch ein durchgehender Eilzug Chemnitz–Reitzenhain–Komotau.

### Der Niedergang nach dem Zweiten Weltkrieg
Nach dem Ende des Zweiten Weltkriegs kam die Strecke wieder vollständig zu den ČSD. Die deutschen Bahnhofsnamen wurden nunmehr durch eine tschechische Version ersetzt. Dabei entstanden zunächst auch Kuriosa, wie Reitzenhain v Čechách oder Šmídeberk, die durch das Fehlen eines offiziellen tschechischen Namens bedingt waren. Mit der offiziellen Neubenennung aller Orte in den Jahren 1946 bis 1948 bekamen dann auch alle Bahnhöfe ihre heutigen Namen.
Auf Grund der völlig veränderten politischen Verhältnisse fand nach 1945 kein grenzüberschreitender Verkehr mehr statt. Zwischen Weipert und Bärenstein blieb die Gleisverbindung allerdings aus militärischen Gründen erhalten. Der verbliebene Personenverkehr auf dem Abzweig nach Böhmisch Reizenhain (Pohraniční) wurde am 9. Mai 1948 infolge der Vertreibung der dortigen deutschen Bevölkerung eingestellt. Der Bahnhof Hora Sv. Šebestiána wurde im Güterverkehr noch bis Ende der 1950er Jahre weiter bedient.

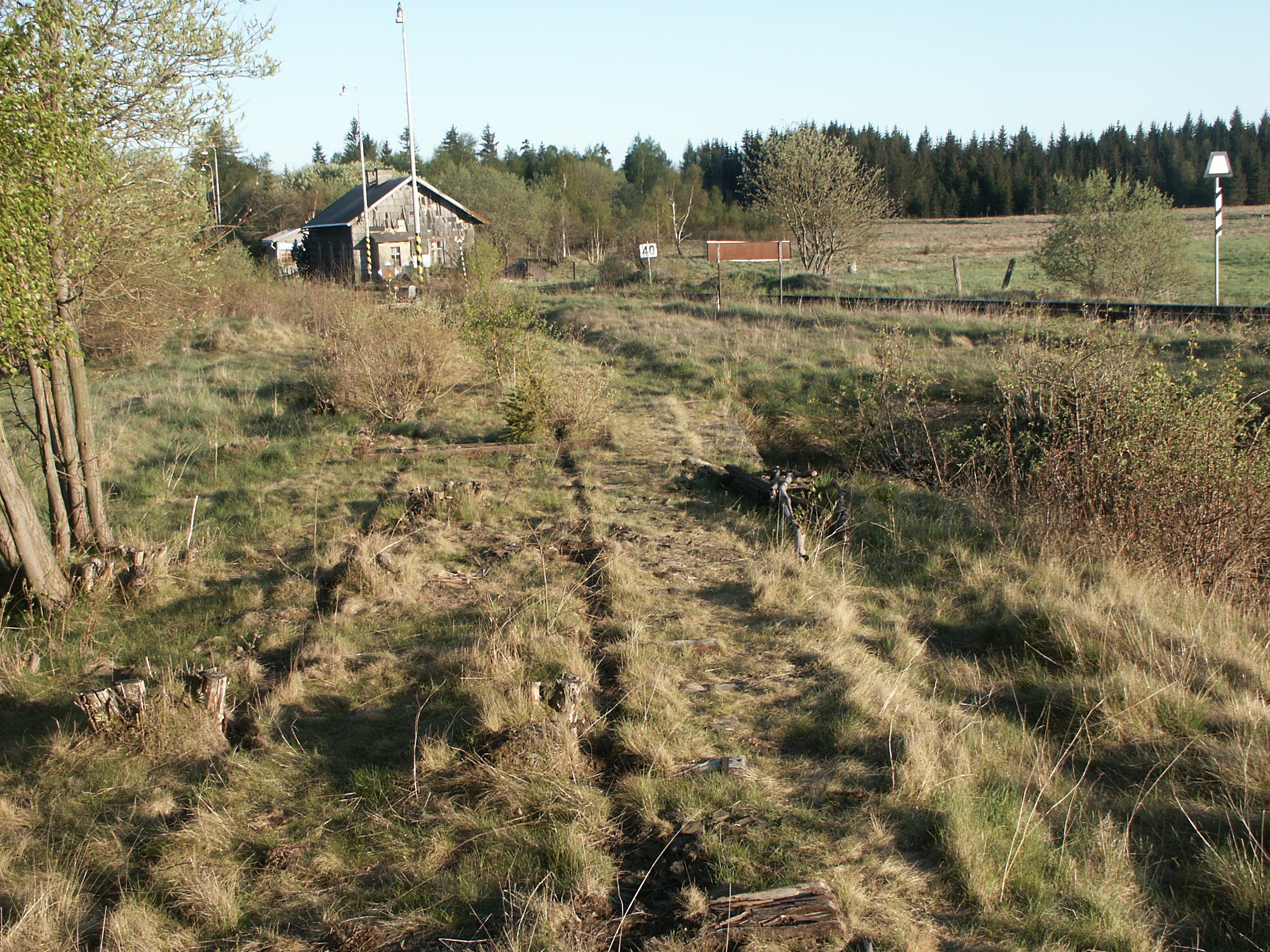
In Křimov begann die 1972 stillgelegte Strecke nach Reitzenhain (2007)

Am 12. Oktober 1972 genehmigte das tschechoslowakische Verkehrsministerium schließlich die Stilllegung der Strecke von Křimov bis zur Staatsgrenze bei Reitzenhain. An Stelle der Grenzbrücke wurde in den 1970er Jahren der neue Straßengrenzübergang Hora Sv. Šebestiána–Reitzenhain (Staatsstraße Nr. 7/Bundesstraße 174) neu gebaut. Der einstige Bahnkörper an der Staatsgrenze wurde dabei restlos beseitigt. Zwischen 1985 und 1987 wurden die Gleise und alle Brücken demontiert.
In den 1980er Jahren bestanden Bestrebungen seitens der Deutschen Reichsbahn, die grenzüberschreitende Verbindung über Vejprty für den Leerwagenaustausch wieder in Betrieb zu nehmen, was allerdings von tschechoslowakischer Seite nicht erwünscht war.

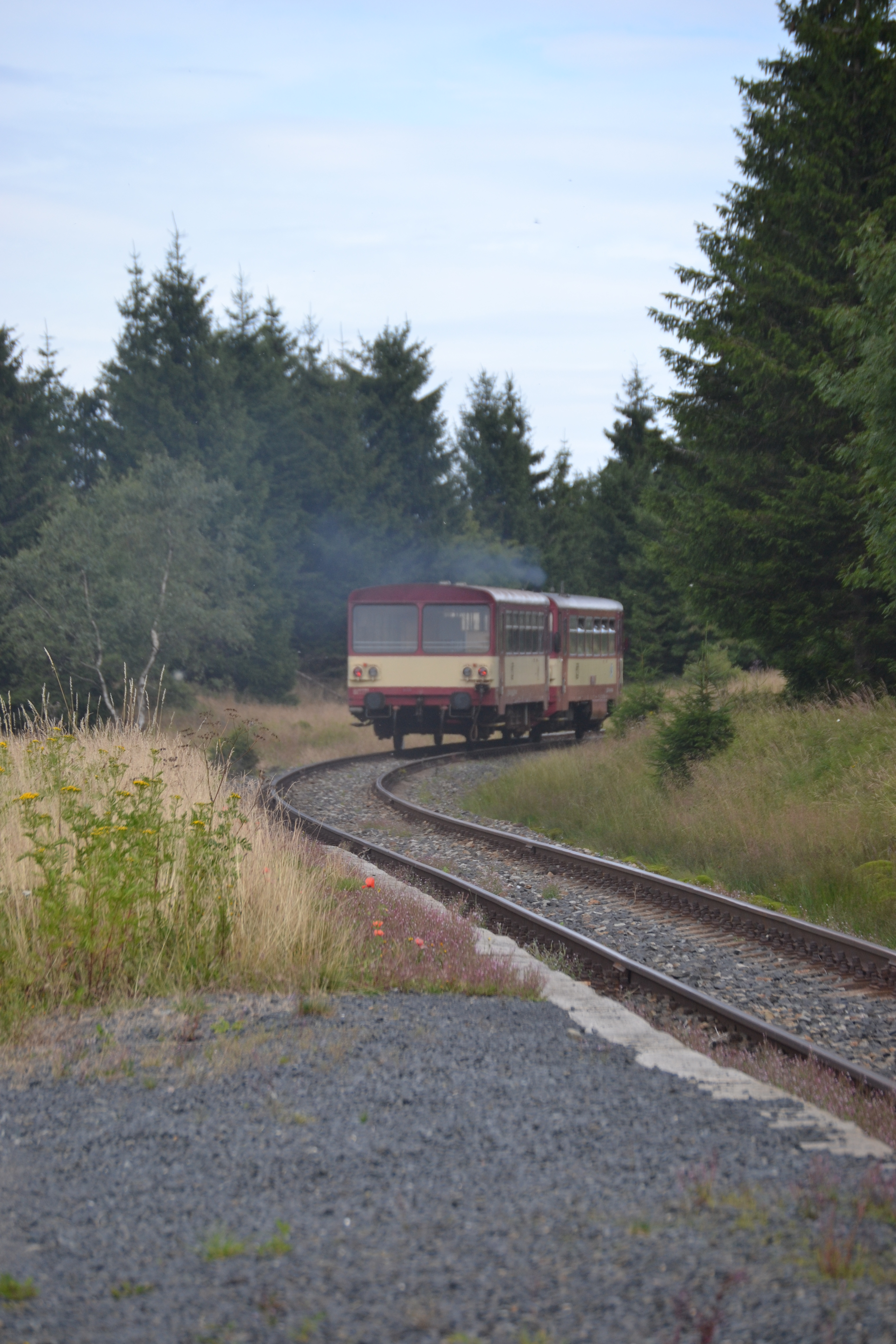
Triebwagenzug nach Chomutov an der Station Kovářská městys (2015)

Seit 1993 ist die grenzüberschreitende Verbindung in Vejprty für den Personenverkehr wieder in Betrieb. Ende der 1990er Jahre wurde auch die Grenzbrücke über den Pöhlbach mit EU-Fördermitteln komplett erneuert. Seitdem wird die Strecke bei Bedarf auch wieder für den grenzüberschreitenden Güterverkehr benutzt. Einziger regelmäßiger Nutzer war bislang nur die Sächsische Dampfeisenbahngesellschaft, die Lokomotivkohle für die Schmalspurbahn Cranzahl–Oberwiesenthal aus Tschechien bezog.
Zum Fahrplanwechsel am 9. Dezember 2007 wurde der Reisezugverkehr durch den verantwortlichen Ústecký kraj abbestellt. Als Grund für die Einstellung wurde vor allem die geringe Auslastung der Züge genannt.
Seit dem 9. Dezember 2007 wurde nur noch ein touristisch orientierter Verkehr mit zwei Zugpaaren an den Wochenenden aufrechterhalten, darunter eine durchgehende Verbindung Leipzig–Chemnitz–Chomutov der Erzgebirgsbahn. Vom 14. Dezember 2014 bis zum 1. Mai 2016 gab es zwischen Cranzahl und Vejprty keinen planmäßigen Reiseverkehr mehr. Seit 2015 ist der Betrieb zwischen Chomutov und Vejprty auf die Sommermonate von Mai bis September beschränkt. Seit Mai 2016 fuhren Reisezüge dann auch wieder zwischen Cranzahl und Vejprty.
Seit dem Fahrplanwechsel am 9. Dezember 2018 werden die Züge unter der neu eingeführten touristischen Linie T7 geführt. Nach einer Neuausschreibung wird der saisonale Reiseverkehr seit 2020 durch Die Länderbahn betrieben.

### Neue Perspektiven als Versuchsstrecke
Im November 2023 gab die Infrastrukturverwaltung bekannt, die Teilstrecke über Vejprty zukünftig zusammen mit der benachbarten Bahnstrecke Annaberg-Buchholz–Schwarzenberg in Deutschland als grenzüberschreitende Teststrecke zur Entwicklung neuer Technologien im Eisenbahnverkehr zu nutzen. Der tschechische Staat möchte so eine freie Forschungsumgebung für Universitäten und Industrieunternehmen schaffen. Mit dem sogenannten Smart Rail Connectivity Campus der Technischen Universität Chemnitz mit Sitz in Annaberg-Buchholz unt Bf ist eine Zusammenarbeit zur grenzüberschreitenden Interoperabilität geplant. Bislang gibt es in Tschechien zwei solche Strecken im Eigentum von AŽD Praha, die nur für die Entwicklung der eigenen Produkte genutzt werden.

## Streckenbeschreibung

### Verlauf

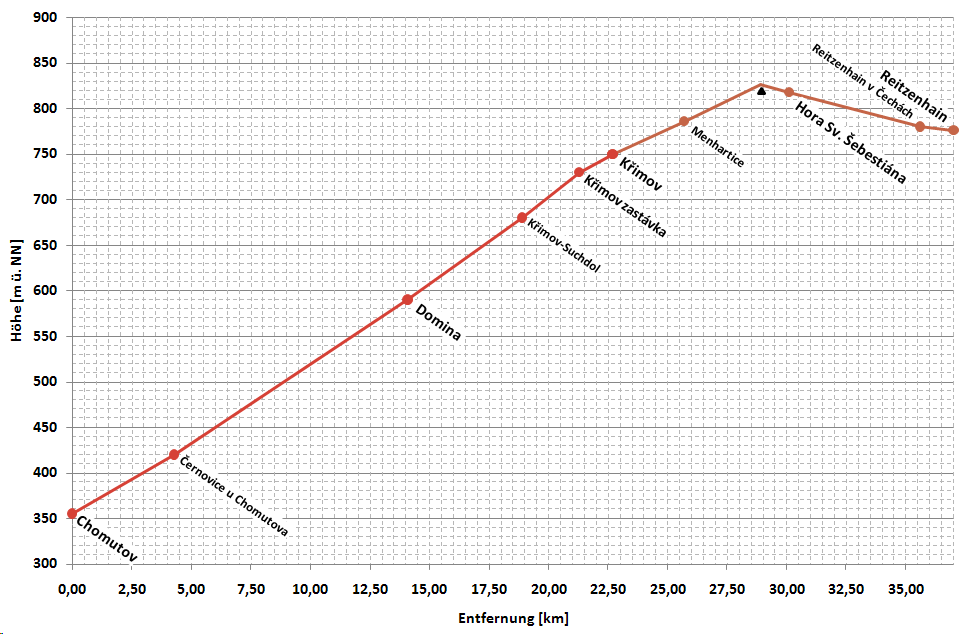
Vereinfachtes Höhenprofil Chomutov-Reitzenhain

Die Strecke beginnt in Chomutov am Fuße des Erzgebirges im Anschluss an die Verbindung von Praha und Cheb. Noch im Stadtgebiet beginnt die Maximalsteigung von 20 Promille. In mehreren Serpentinen und engen 180°-Bögen windet sich die Strecke nun am Steilhang des Erzgebirges aufwärts. Bemerkenswert ist die günstige Trassenführung unter Nutzung des vorhandenen Geländes, welche die Anlagen von Tunneln und Großbrücken vermied. Die Kammhochfläche wird am Bahnhof Křimov erreicht, wo sich die Verbindung in die Äste nach Reitzenhain und Vejprty gabelte.
Die bestehende Strecke nach Vejprty folgt nun dem Erzgebirgskamm, welcher kurz vor dem heute aufgelassenen Bahnhof Rusová überschritten wird. Auf den letzten Kilometern verläuft das Gleis im Pöhlbachtal abwärts nach Vejprty. Zwischen České Hamry und Vejprty zastávka sind Parallelfahrten mit der schmalspurigen Fichtelbergbahn in Sachsen möglich.
Der Ast nach Reitzenhain stieg von Křimov weiter stark an. In einem großen Bogen wurde der Menhartický vrch umfahren, wo noch vor dem Erzgebirgskamm der Scheitelpunkt lag. Von Hora Svatého Šebestiána bis Reitzenhain hatte die Verbindung leichtes Gefälle. Die Täler von Chomutovka und der Schwarzen Pockau wurden mit größeren Brücken überquert.

### Betriebsstellen

#### Abschnitt Chomutov–Křimov–Reitzenhain
Chomutov ⊙

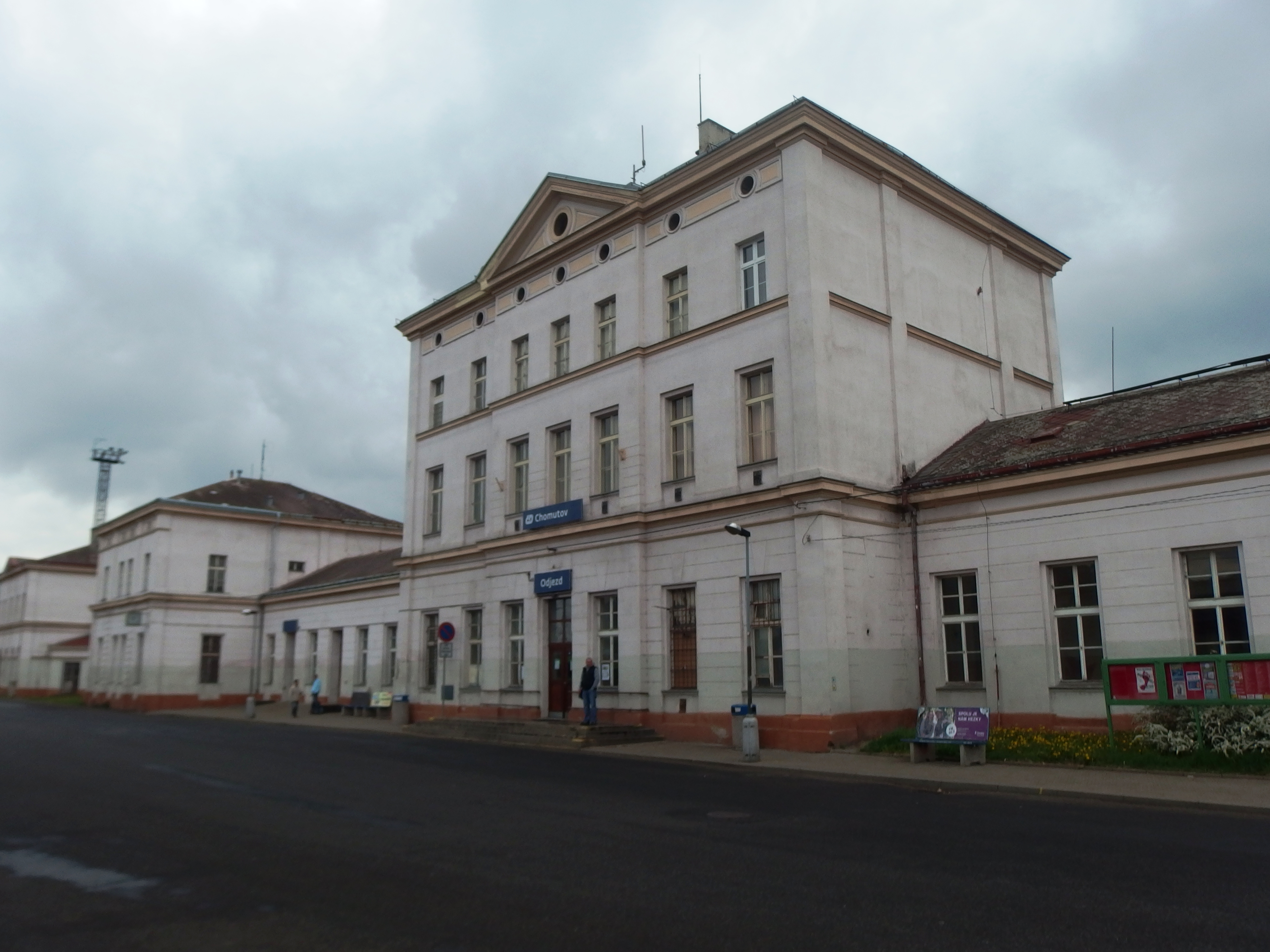
Bahnhof Chomutov (2015)

Der Bahnhof Chomutov (bis 1945: Komotau) wurde am 8. Oktober 1870 gleichzeitig mit dem Abschnitt Dux–Komotau der
Bahnstrecke Aussig–Komotau eröffnet. In den folgenden Jahren eröffneten die nach Komotau führenden Abschnitte der Bahnstrecken Prag–Komotau (1871), Bodenbach–Komotau (1872), Komotau–Weipert/Reitzenhain (1872), Komotau–Eger und die Bahnstrecke Potscherad–Wurzmes (1887), welche eine Schienenverbindung von Komotau nach Pilsen herstellte. Da alle Strecken ursprünglich drei privaten Eisenbahngesellschaften gehörten, besaßen die Aussig-Teplitzer Eisenbahn, die Dux-Bodenbacher Eisenbahn-Gesellschaft und die Buschtěhrader Eisenbahn jeweils einen eigenen Teil der Gleisanlagen, einen eigenen Vorstand und eigenes Personal am Komotauer Bahnhof. Das ausgedehnte Bahnhofsareal hatte eine Länge von 1600 Metern, 14 Haupt- und 25 Nebengleise, sowie 140 Weichen.
Nach der Gründung der Tschechoslowakei erfolgte Anfang der 1920er Jahre die Eingliederung der privaten Bahnen in das Netz der staatlichen Tschechoslowakischen Staatsbahnen (ČSD). Die verschiedenen Bahnhofsteile wurden zu einer Einheit verschmolzen und einem einzigen Vorstand unterstellt. Mit der Angliederung des Sudetenlandes an das Deutsche Reich am 1. Oktober 1938 wurde der Bahnhof mit dem Bahnbetriebswerk am 10. Oktober 1938 der Reichsbahndirektion Dresden der Deutschen Reichsbahn unterstellt. Kurz vor Kriegsende erfolgte im April 1945 durch einen Luftangriff die vollständige Zerstörung des Komotauer Hauptbahnhofs.
Nach dem Ende des Zweiten Weltkriegs 1945 kam der Bahnhof wieder zu den ČSD. In den folgenden Jahren war die Station ein wichtiger Verkehrsknoten für die Braunkohleförderung und -industrie im Nordböhmischen Becken. Auf dem Areal des Bahnhofs Chomutov befindet sich seit 2007 das Lokdepot des Technischen Nationalmuseums in Prag, in dem sich mit etwa 100 Lokomotiven, Triebwagen, Waggons und Draisinen verschiedener Spurweiten ein Großteil der Ausstellungsstücke befindet.
Černovice u Chomutova ⊙
Der Bahnhof Černovice u Chomutova (bis 1945: Tschernowitz) befindet sich nordöstlich des Orts Černovice u Chomutova in einem Industriegebiet. Der Bahnhof besaß bis 2014 ein stattliches Empfangsgebäude, vier Gleise und mehrere Anschlussgleise. Nach dem im Jahr 2014 erfolgten Abriss des Empfangsgebäudes und dem Rückbau der Gleisanlagen im nördlichen Teil besitzt die Station eine massive Schutzhütte, zwei Gleise und ein Anschlussgleis der Industriefirma Firma ZZN Cernovice u Chomutova. Auf dem Abschnitt zum Bahnhof Chomutov findet der letzte regelmäßige Güterverkehr der Strecke statt.

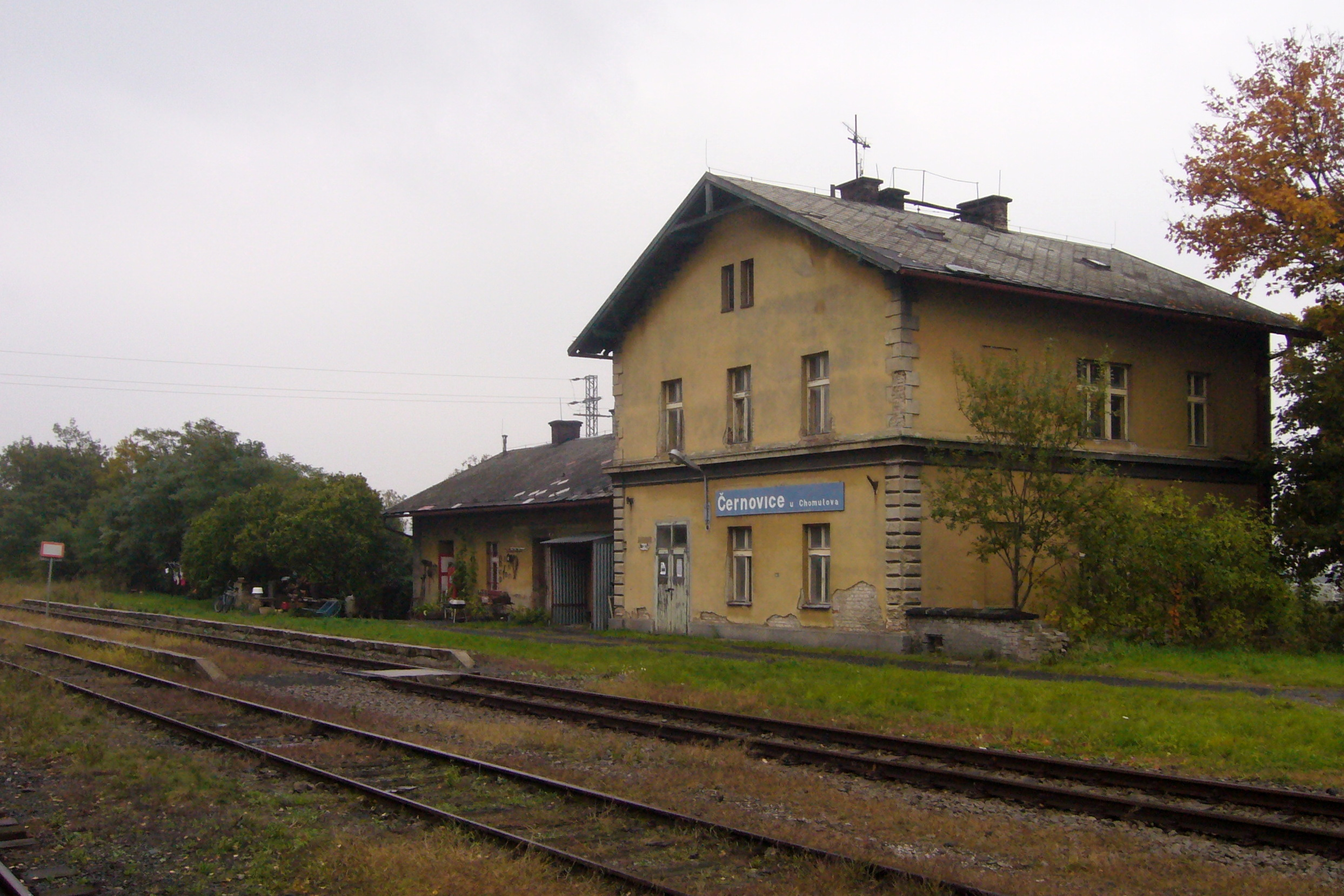
Bahnhof Černovice u Chomutova (2010), das Empfangsgebäude wurde 2014 abgerissen
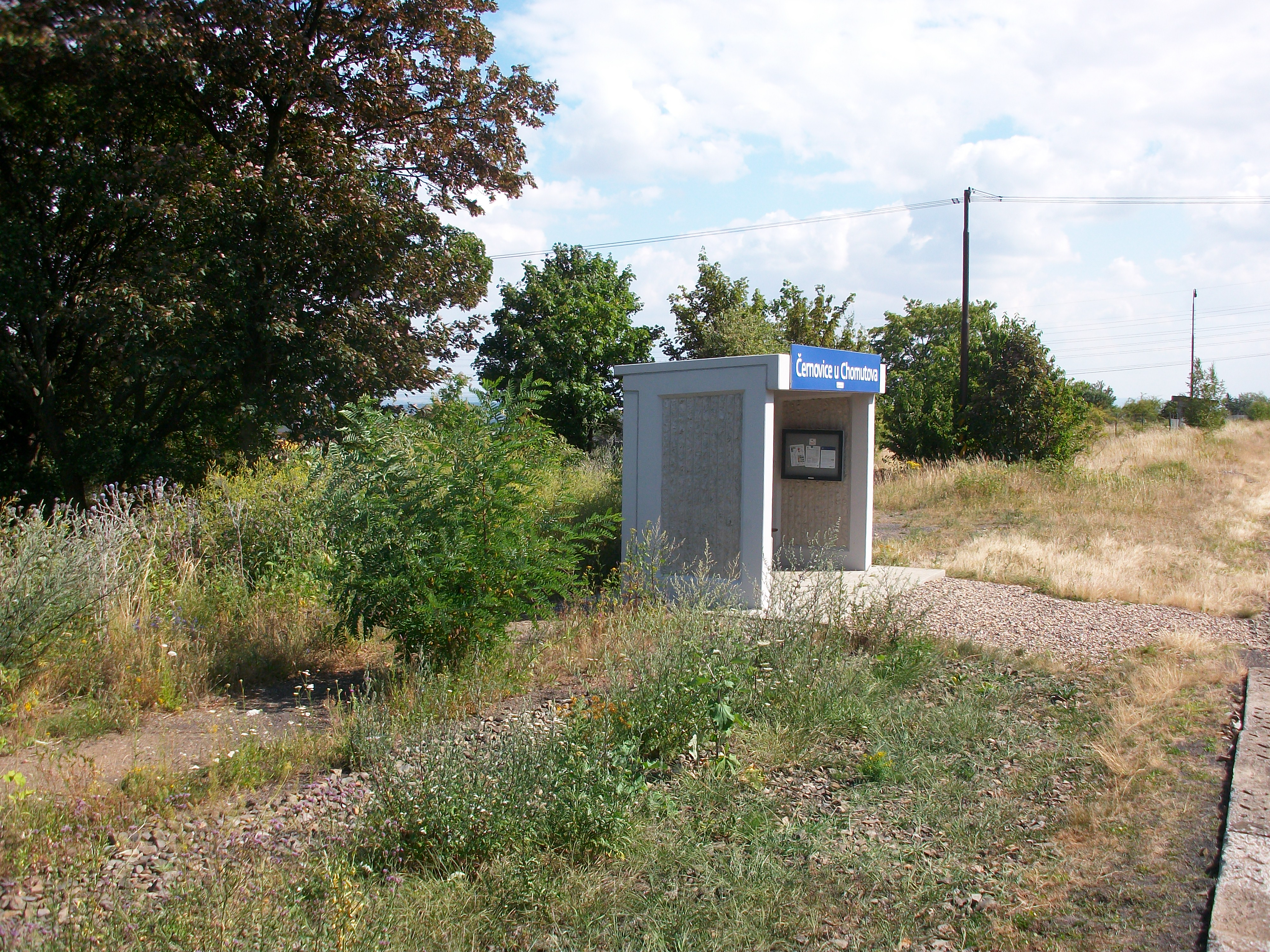
Bahnhof Černovice u Chomutova, moderne Wartehalle (2018)

Domina ⊙

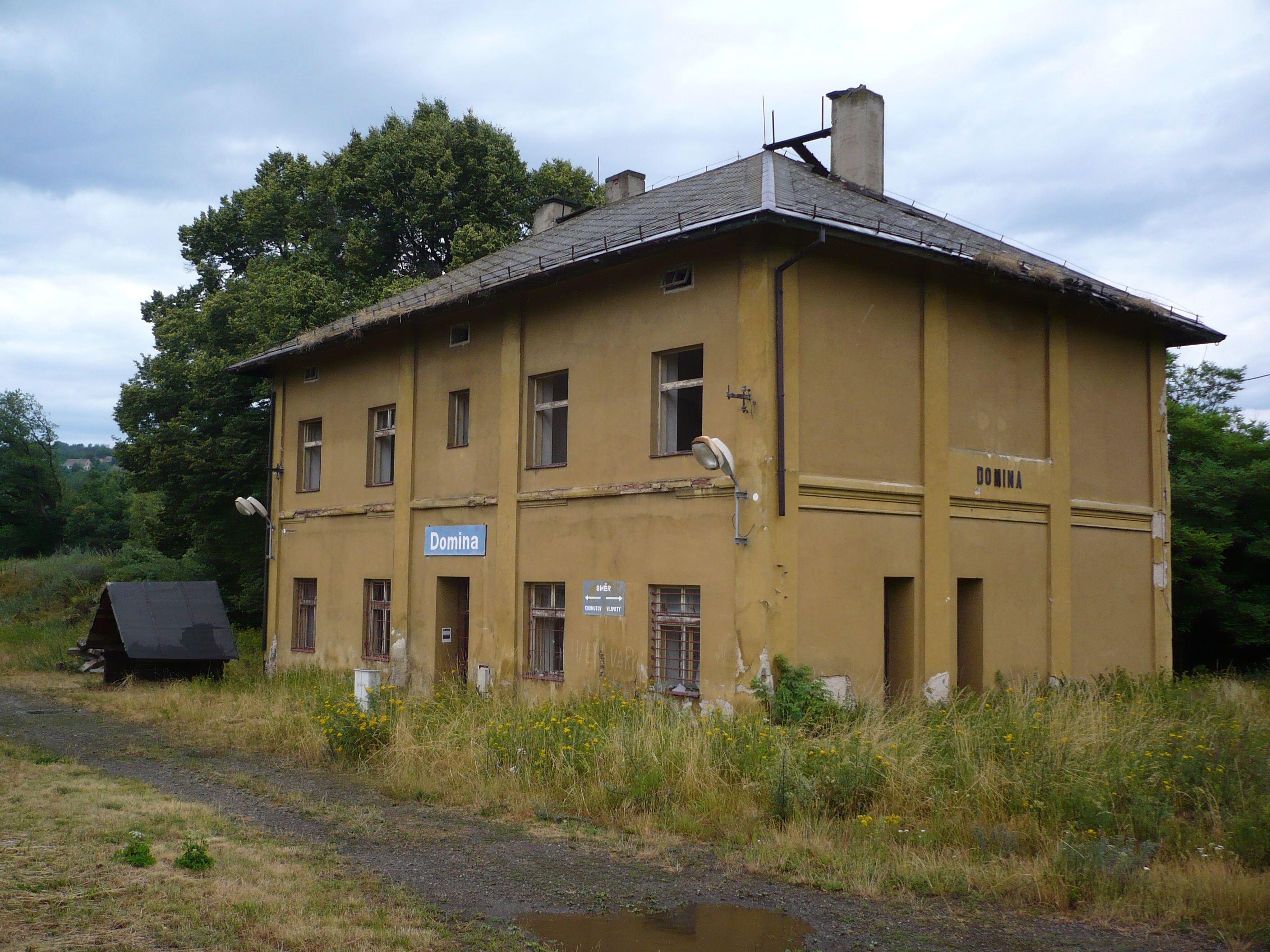
Bahnhof Domina (2010), das Empfangsgebäude wurde 2013 abgerissen

Der Bahnhof Domina (bis 1945: Domina-Schönlind) liegt 800 m südwestlich des Dorfes Domina und südöstlich des Dorfs Krásná Lípa (Schönlind) über dem Hačkatal. Beide Orte werden von Süden nach Norden Bahnstrecke Chomutov–Vejprty in mehreren Gleisbögen umfahren. Das stattliche Empfangsgebäude und die restlichen Hochbauten wurden im Herbst 2013 abgerissen, sodass die Station heute nur noch eine massive Wartehalle besitzt. Nachdem Ende 2017 das Ausweichgleis vom Streckengleis abgebunden wurde, ist die Station Domina betrieblich nur noch ein Haltepunkt.
Křimov-Suchdol ⊙

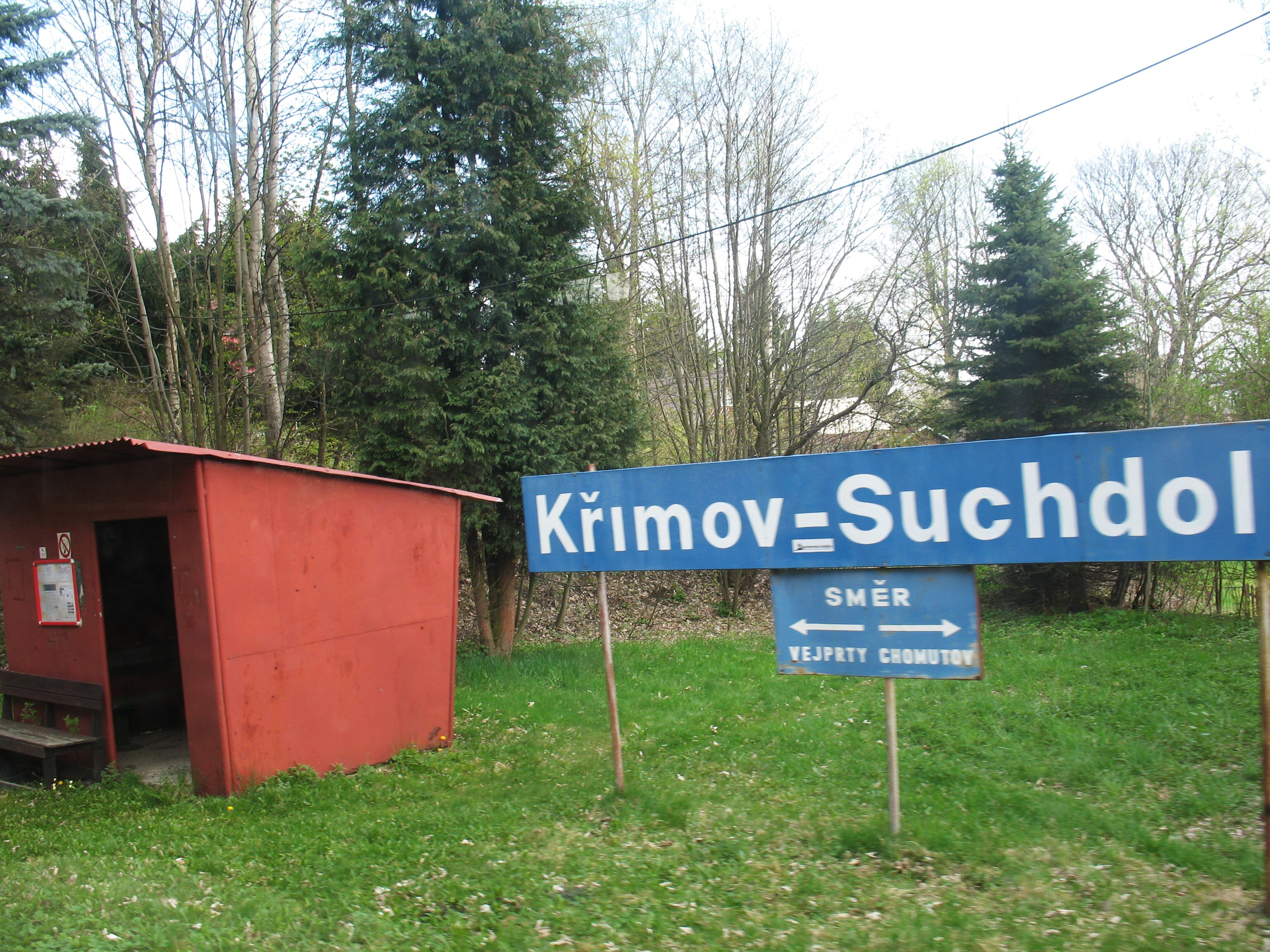
Haltepunkt Křimov-Suchdol (2017)

Der Haltepunkt Křimov-Suchdol (bis 1945: Dörnthal (b Komotau)) befindet sich im Süden des zu Křimov gehörigen Ortsteils Suchdol (Dörnthal). Die Station besitzt an Hochbauten lediglich ein Wartehäuschen.
Křimov zastávka ⊙

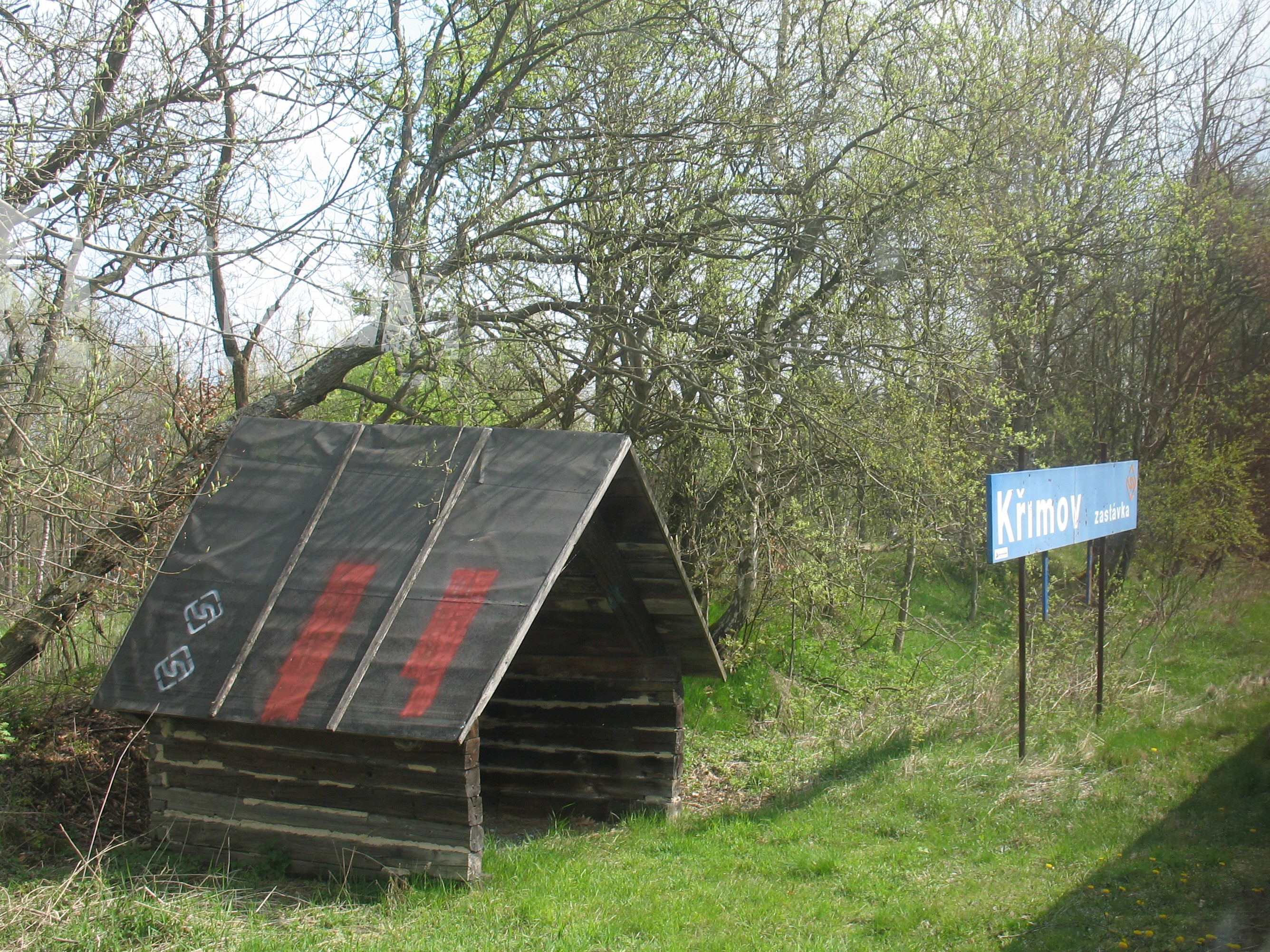
Haltepunkt Křimov zastávka (2017)

Der Haltepunkt Křimov zastávka (bis 1945: Krima Hp) befindet sich am Nordwestrand des Orts Křimov (Krima) und somit näher als der weiter westlich gelegene Bahnhof Křimov. Die Station besteht nur aus einer hölzernen Wartehütte.
Křimov ⊙

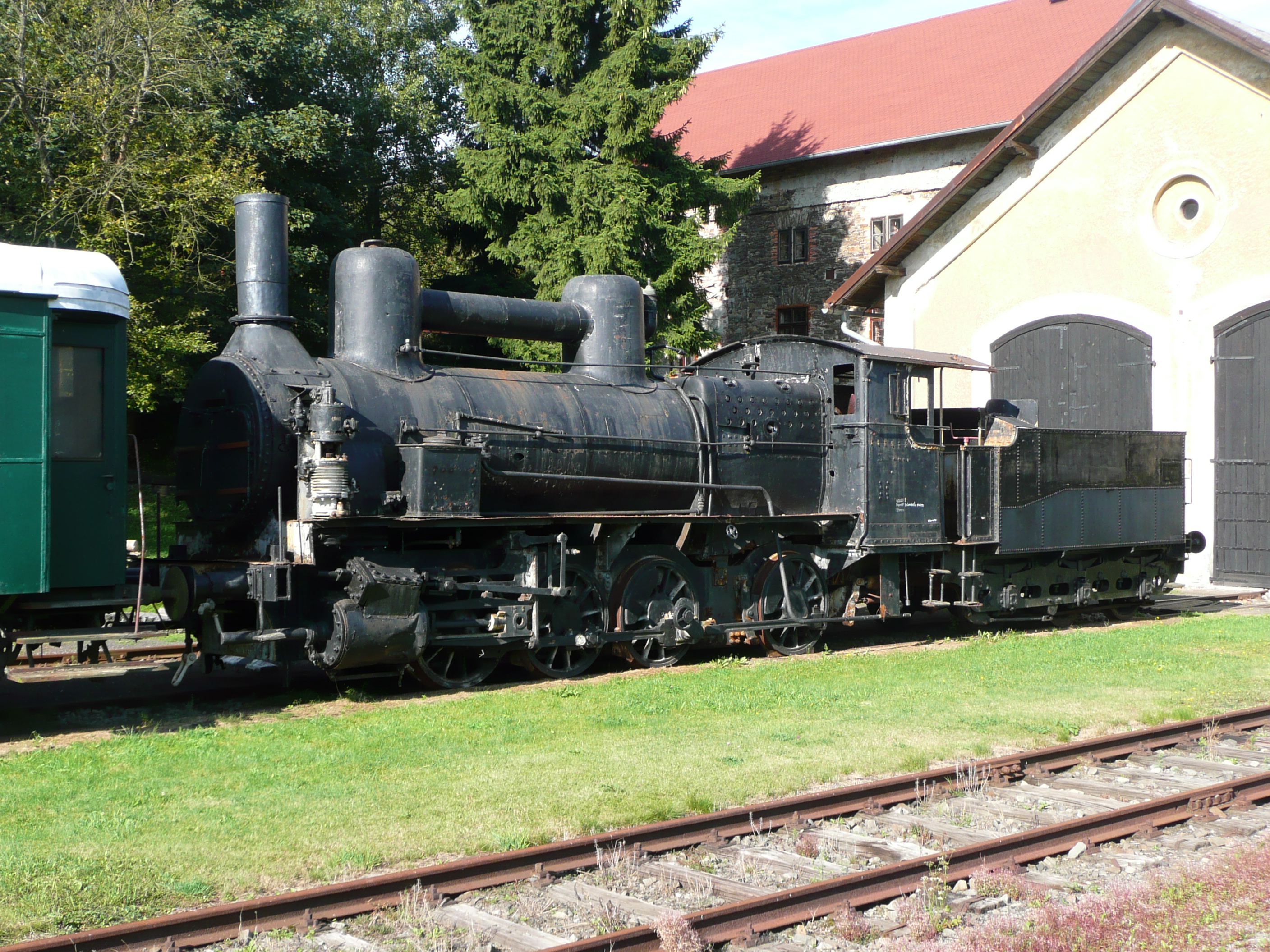
Lok 414.407 abgestellt vor dem Lokschuppen im Bahnhof Křimov (August 2009)

Der Bahnhof Křimov (bis 1945: Krima-Neudorf) besaß als Ausgangspunkt der Zweigstrecke nach Reitzenhain ein großzügig dimensioniertes Empfangsgebäude und einen zweiständigen Lokschuppen.
In der einstigen Lokomotiveinsatzstelle ist heute der Eisenbahnverein společnost LOKO-MOTIV ansässig. Zukünftig soll dort ein kleines Museum zur Geschichte der Strecke aufgebaut werden.
Menhartice ⊙
Der Haltepunkt Menhartice (bis 1945: Märzdorf) wurde erst am 15. Mai 1933 eröffnet, nachdem die Gemeinde zu Beginn der 1930er Jahre auf einen Eisenbahnanschluss gedrängt hatte. Die Bedienung endete mit Einstellung des Personenverkehrs nach Hora Sv. Šebestiána am 9. Mai 1948.
Hora Sv. Šebestiána ⊙
Der Bahnhof Hora Sv. Šebestiána (bis 1945: Sebastiansberg) war bis zum 14. Mai 1930 die einzige Zwischenstation des Streckenteils nach Reitzenhain. Bereits nach dem Zweiten Weltkrieg wurden die Gleisanlagen teilweise zurückgebaut. Der Personenverkehr wurde am 9. Mai 1948 eingestellt. Im Güterverkehr wurde die Station noch bis Ende der 1950er Jahre bedient. Umgeschlagen wurden Holz aus den umliegenden Wäldern und die Produkte des örtlichen Torfwerkes. Von den Bahnanlagen einzig erhalten geblieben sind Reste der kombinierten Kopf- und Seitenladerampe.
Reitzenhain v Čechách ⊙
Der Haltepunkt Reitzenhain v Čechách (bis 1938: Reizenhain, bis 1945: Reitzenhain (Böhmen)) gehört zu jenen Haltepunkten, die nach Einführung des Triebwagenverkehrs Anfang der 1930er Jahre neu eingerichtet wurden. Er wurde am 15. Mai 1930 unmittelbar an der Landesgrenze auf böhmischen Territorium eröffnet. Nach dem Zweiten Weltkrieg hatte er keine Bedeutung mehr, die Bedienung endete am 9. Mai 1948. Eine Umbenennung zugunsten des neuen Ortsnamens Pohraniční erfolgte nicht mehr.
Reitzenhain ⊙

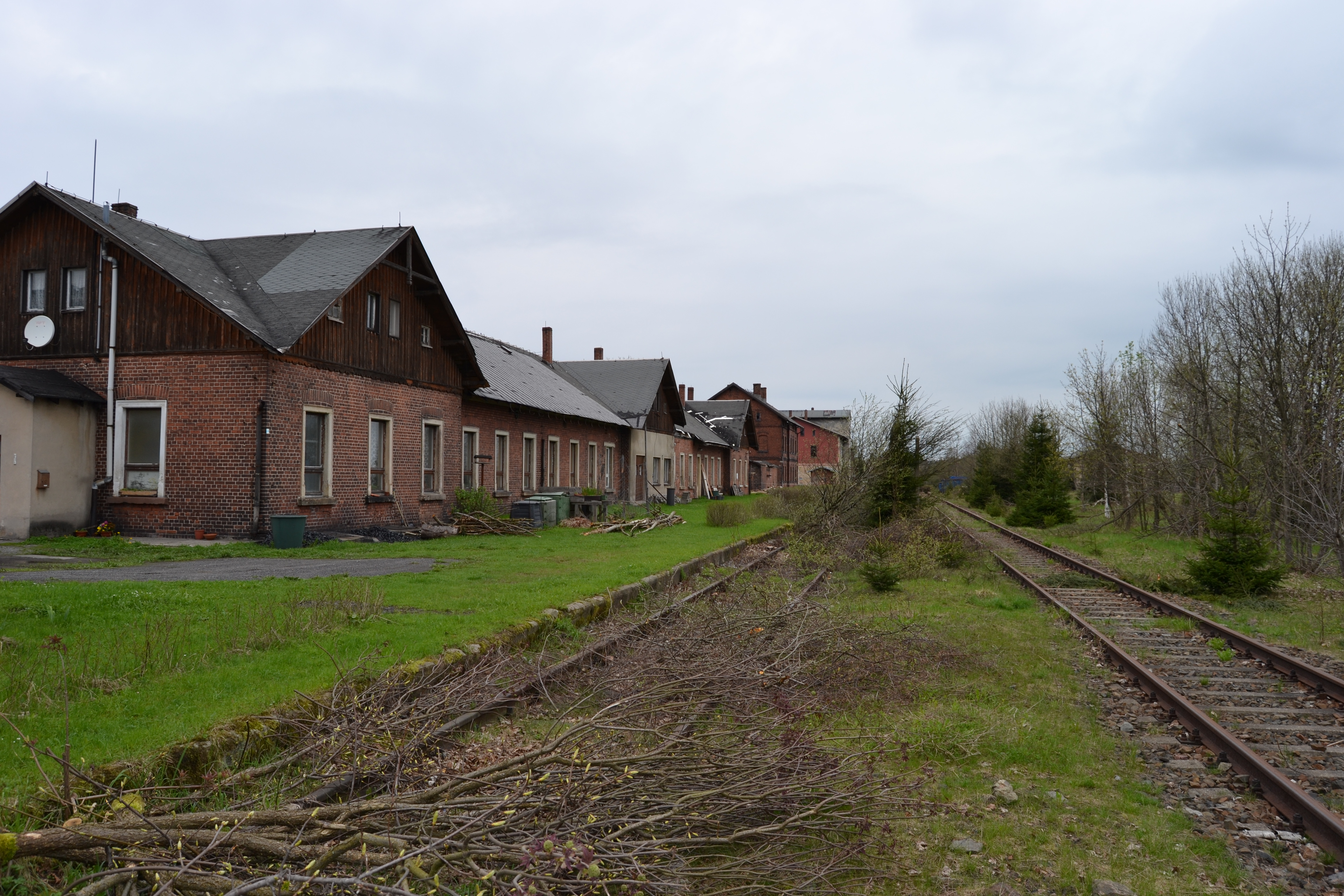
Blick auf das ehemalige Empfangsgebäude des Grenzbahnhofs Reitzenhain

Der Bahnhof Reitzenhain (in Fahrplanunterlagen der ČSD: Reitzenhain ČSD) liegt auf deutschem Territorium und war Grenzbahnhof im Wechselverkehr zwischen Sachsen und Böhmen. Neben der Pass- und Zollkontrolle erfolgte hier insbesondere der Wechsel der Lokomotiven im grenzüberschreitenden Verkehr. Die BEB bzw. später die ČSD besaß für die Gleisanlagen und das Empfangsgebäude Nutzungsrechte auf Pachtbasis. Auf der „böhmischen Seite“ des Bahnhofsgeländes gab es auch ein eigenes Wohngebäude für die Beamten und eine eigene Lokomotiveinsatzstelle. Nach 1945 betrieb die Deutsche Reichsbahn den Bahnhof Reitzenhain als Endpunkt der Strecke von Flöha bis 1992 weiter. Ein Abbruch der Anlagen erfolgte seitdem bislang nur teilweise.

#### Abschnitt Křimov–Vejprty
Nová Ves u Křimova ⊙

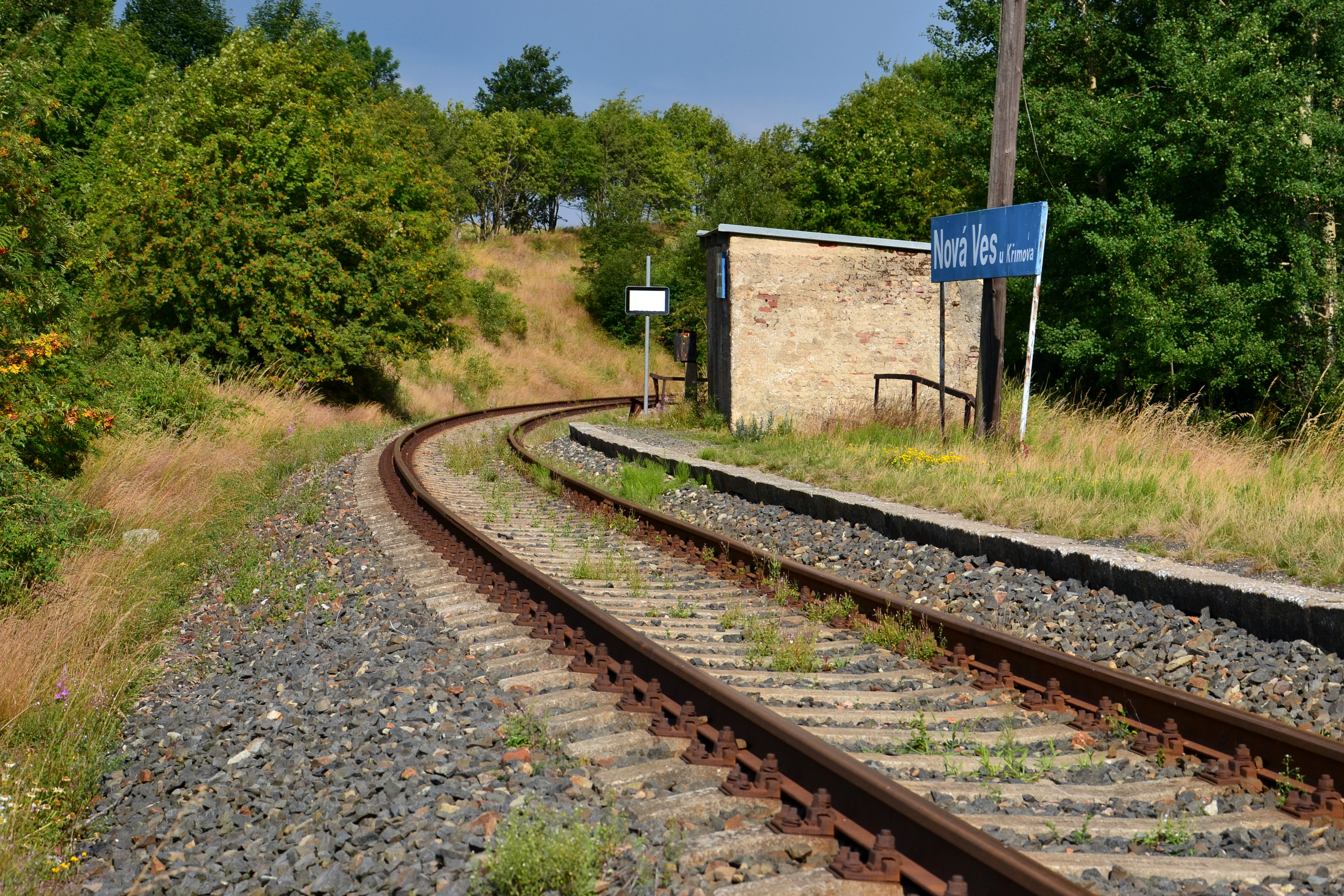
Haltepunkt Nová Ves u Křimova (2014)

Der Haltepunkt Nová Ves u Křimova (bis 1945: Neudorf) befindet sich am südlichen Rand des zu Hora Svatého Šebestiána (deutsch Sankt Sebastiansberg) gehörigen Ortsteils Nová Ves (deutsch Neudorf). An Hochbauten besitzt die Station nur eine massive Wartehalle.
Výsluní ⊙

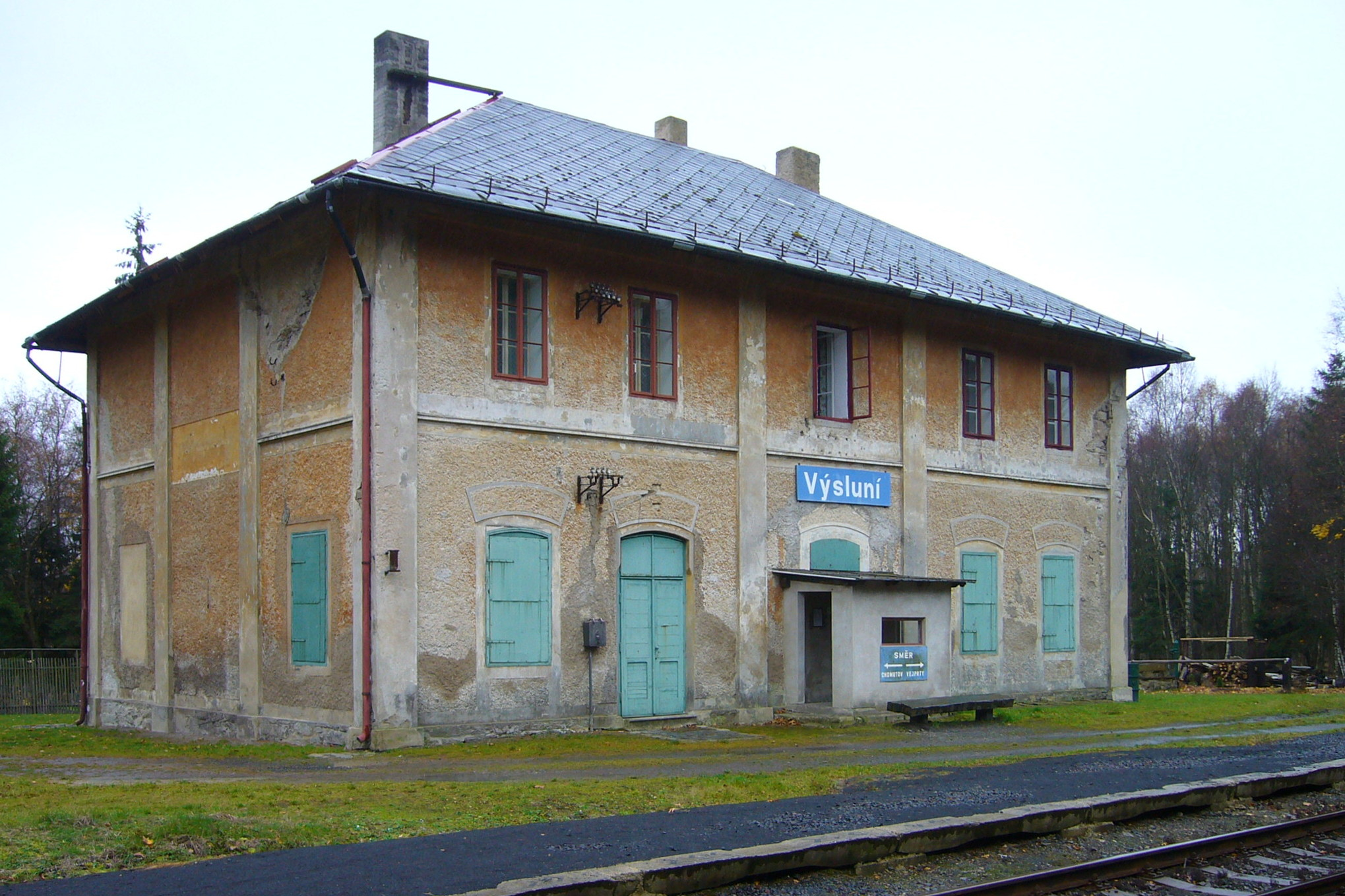
Haltepunkt Výsluní, Empfangsgebäude (2006)

Der heutige Haltepunkt Výsluní (bis 1945: Sonnenberg) wurde als Bahnhof im Jahr 1872 eröffnet. Wegen der schwierigen Streckenführung im Gebirge wurde die Bahntrasse südlich des Neudorfer (Novoveský vrch) und des Muckenbergs (Komáří vrch) angelegt, so dass der Bahnhof über zwei Kilometer nordwestlich der Stadt liegt. Nach 1945 trug der Ort kurzzeitig den Namen Suniperk, bis im Zuge der offiziellen Neubenennung aller Orte in der Tschechoslowakei in den Jahren 1946 bis 1948 die Stadt den Namen Výsluní bekam. Am Standort ist das markante Empfangsgebäude noch vorhanden. Die Gleisanlagen der Station wurden bis auf das durchgehende Streckengleis zurückgebaut, sodass Výsluní nur noch ein Haltepunkt ist.
Rusová ⊙
Der 1872 eingeweihte Bahnhof Rusová (bis 1945: Reischdorf) befindet sich heute in der freien Landschaft südöstlich der Talsperre Preßnitz (tschech.: Vodní nádrž Přísečnice). Der zum Bahnhof gehörige, nördlich der Station gelegene Ort Reischdorf (1948 in Rusová umbenannt) wurde im Zusammenhang mit dem Bau der Talsperre Preßnitz Anfang der 1970er Jahre geräumt und bis 1974 abgerissen. Somit blieb das Empfangsgebäude des Bahnhofs, welches zugleich das höchstgelegene des Orts war, das letzte erhaltene Gebäude von Rusová. Im Jahr 2012 erfolgte der Abriss des stark verfallenen Gebäudes. Seitdem befindet sich an der Station eine massive Wartehalle. Ende des Jahres 2017 wurde das verbleibende Ausweichgleis zurückgebaut, seitdem ist die Station Rusová nur noch ein Haltepunkt.

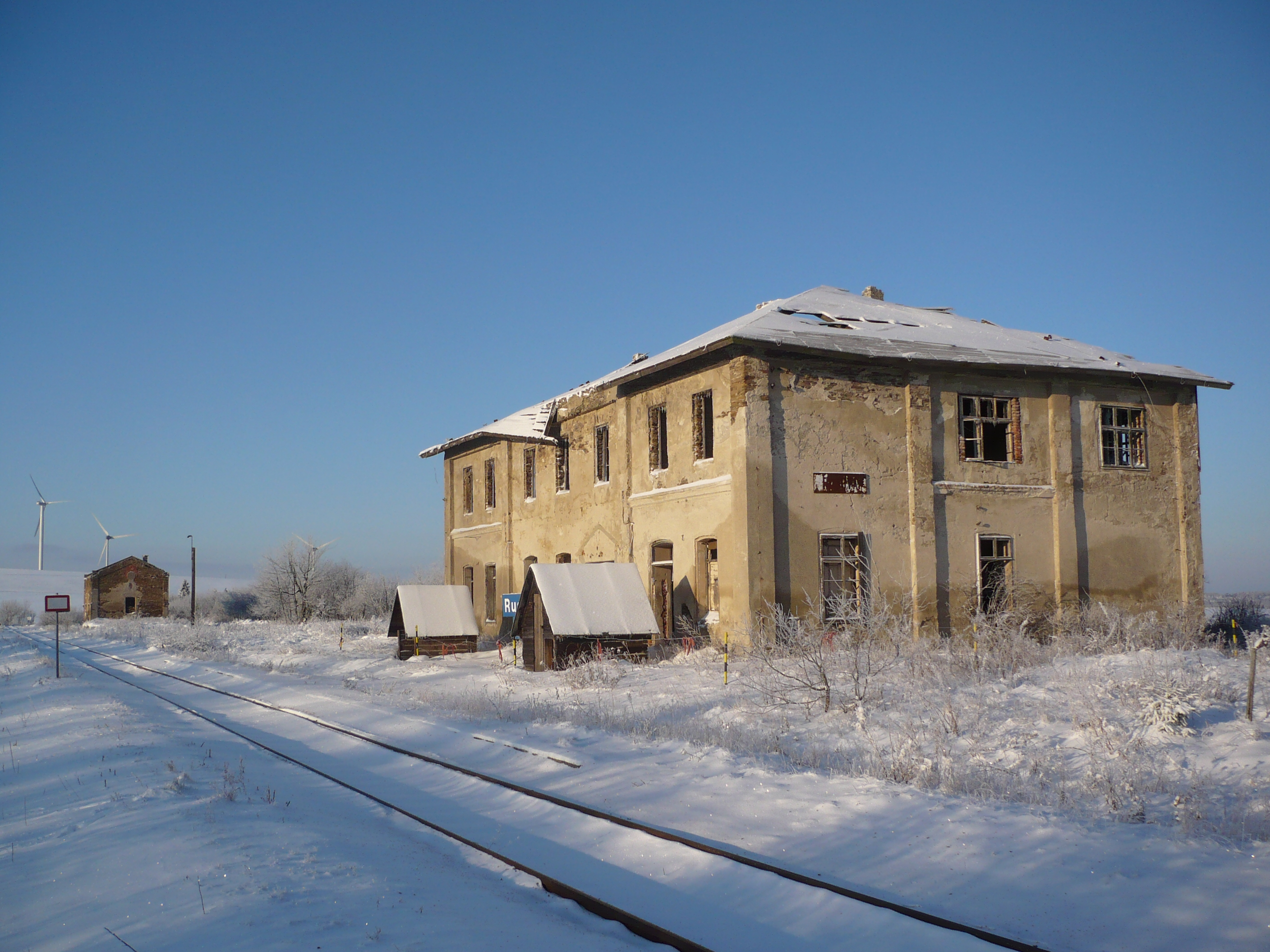
Bahnhof Rusová, Empfangsgebäude (2010)
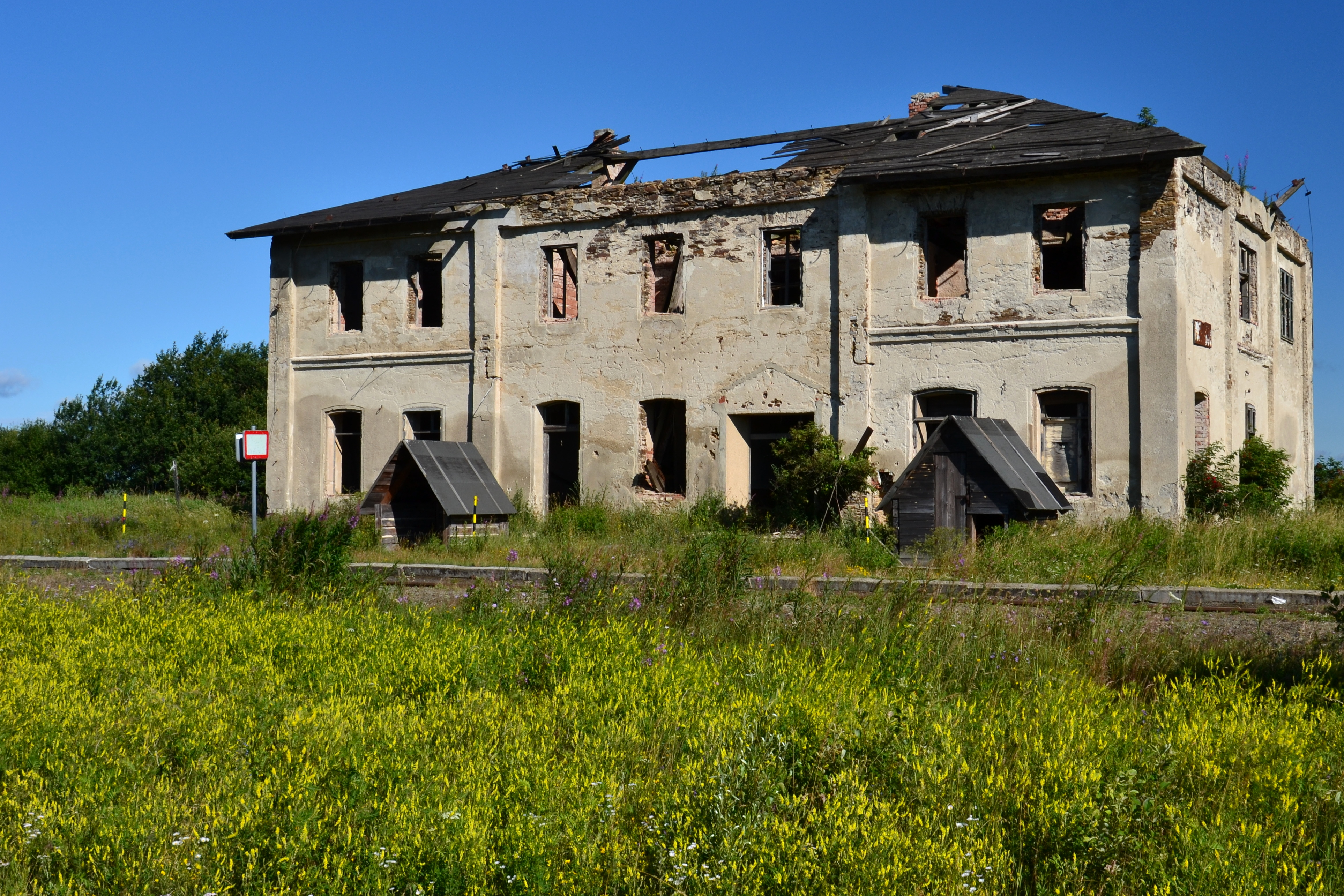
Bahnhof Rusová, Empfangsgebäude kurz vor dem Abbruch (2012)
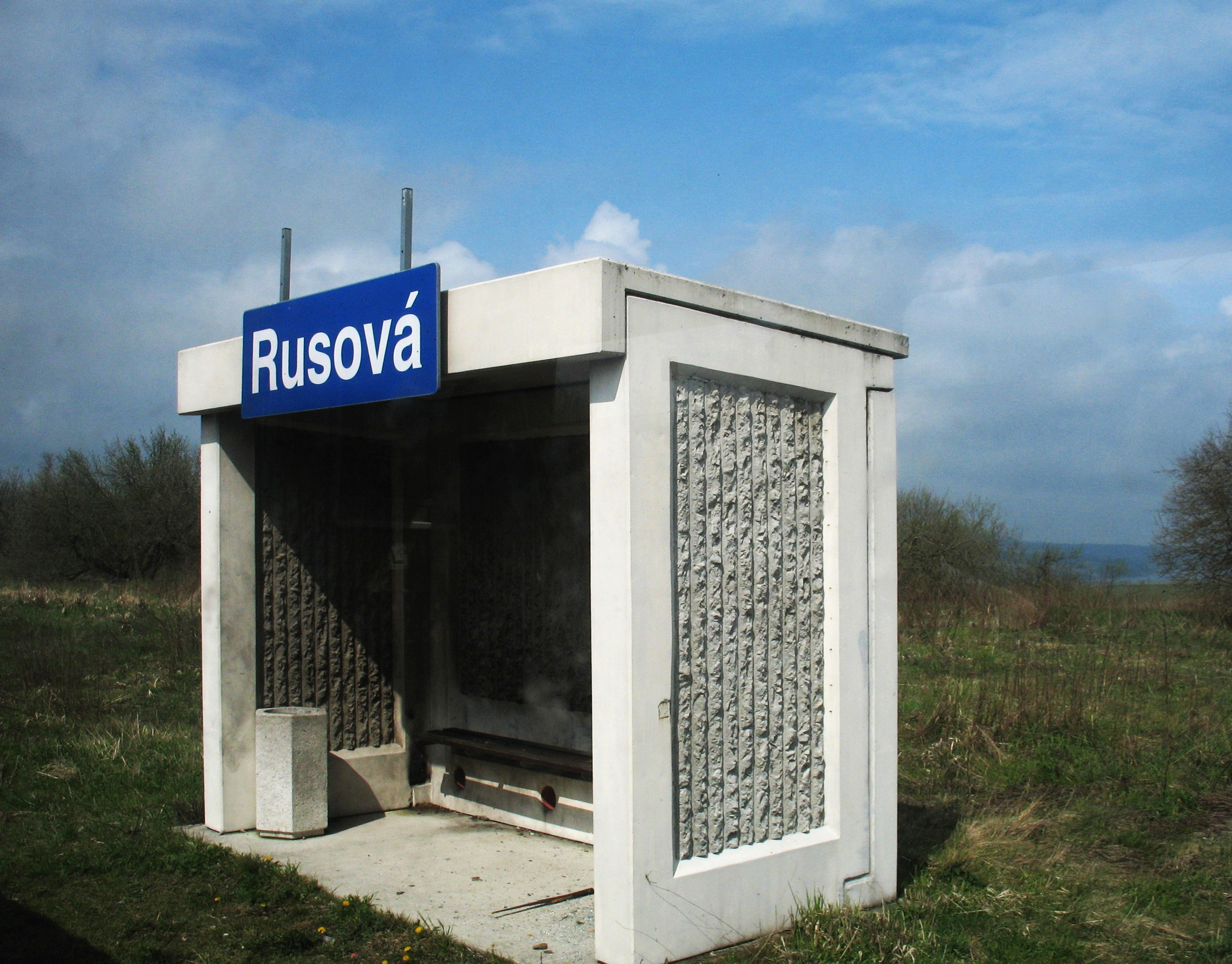
Bahnhof Rusová, Ersatzneubau der Wartehalle (2017)

Měděnec ⊙

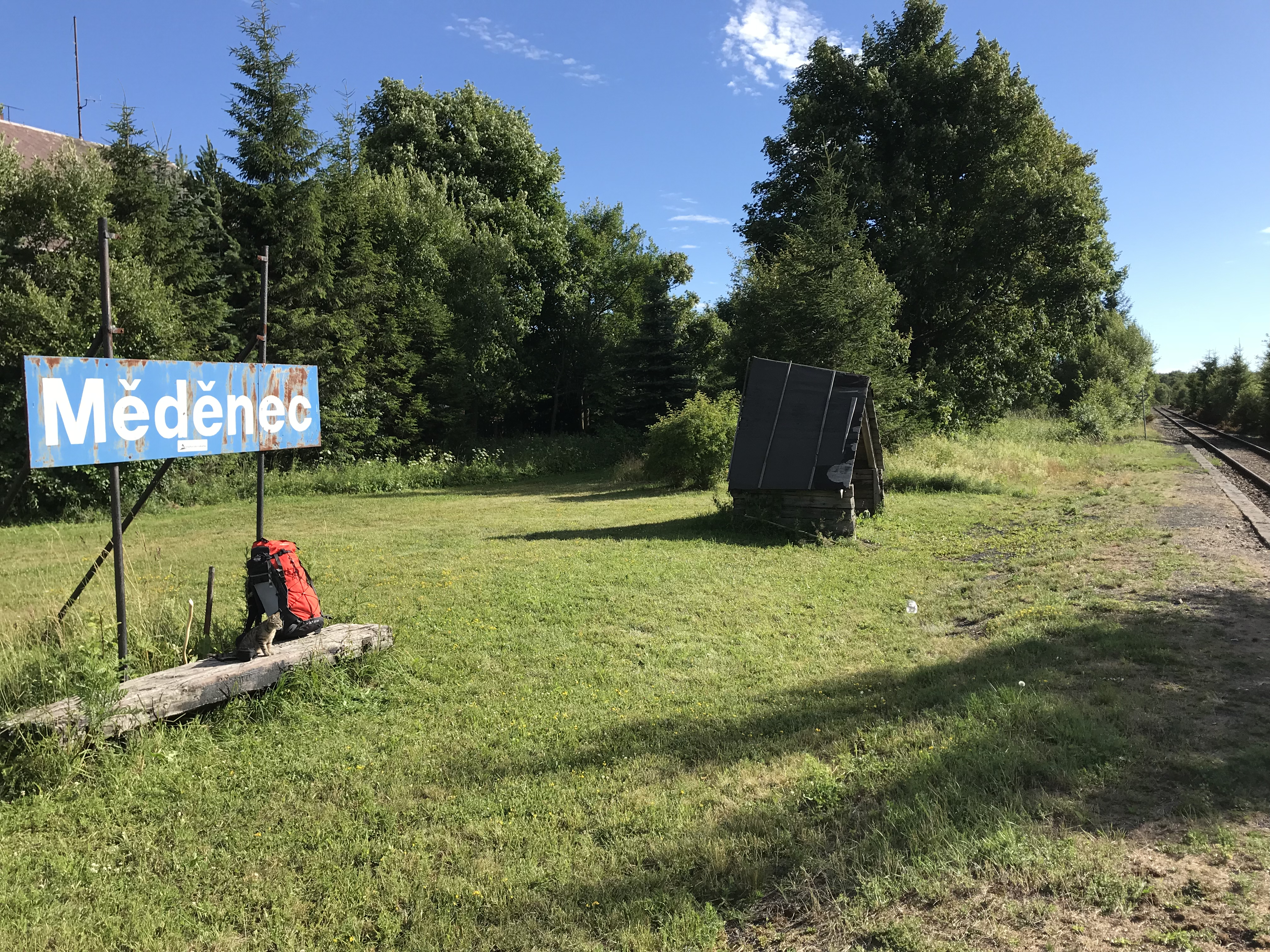
Bahnhof Měděnec (2018)

Der Bahnhof Měděnec (bis 1945: Kupferberg) befindet sich im Nordosten von Měděnec an der südlichen Flurgrenze von Kotlina (Köstelwald) und an der Straßenabzweigung nach Petlery (Bettlern). Die Hochbauten der Station wurden bis auf den Güterschuppen im Jahr 2010 abgerissen, sodass es am Standort heute neben diesem Gebäude lediglich eine hölzerne Wartehütte gibt. Weiterhin wurden alle Gleise bis auf das Streckengleis entfernt, sodass die Station bezüglich der Funktion heute nur noch ein Haltepunkt ist.
Měděnec zastávka ⊙

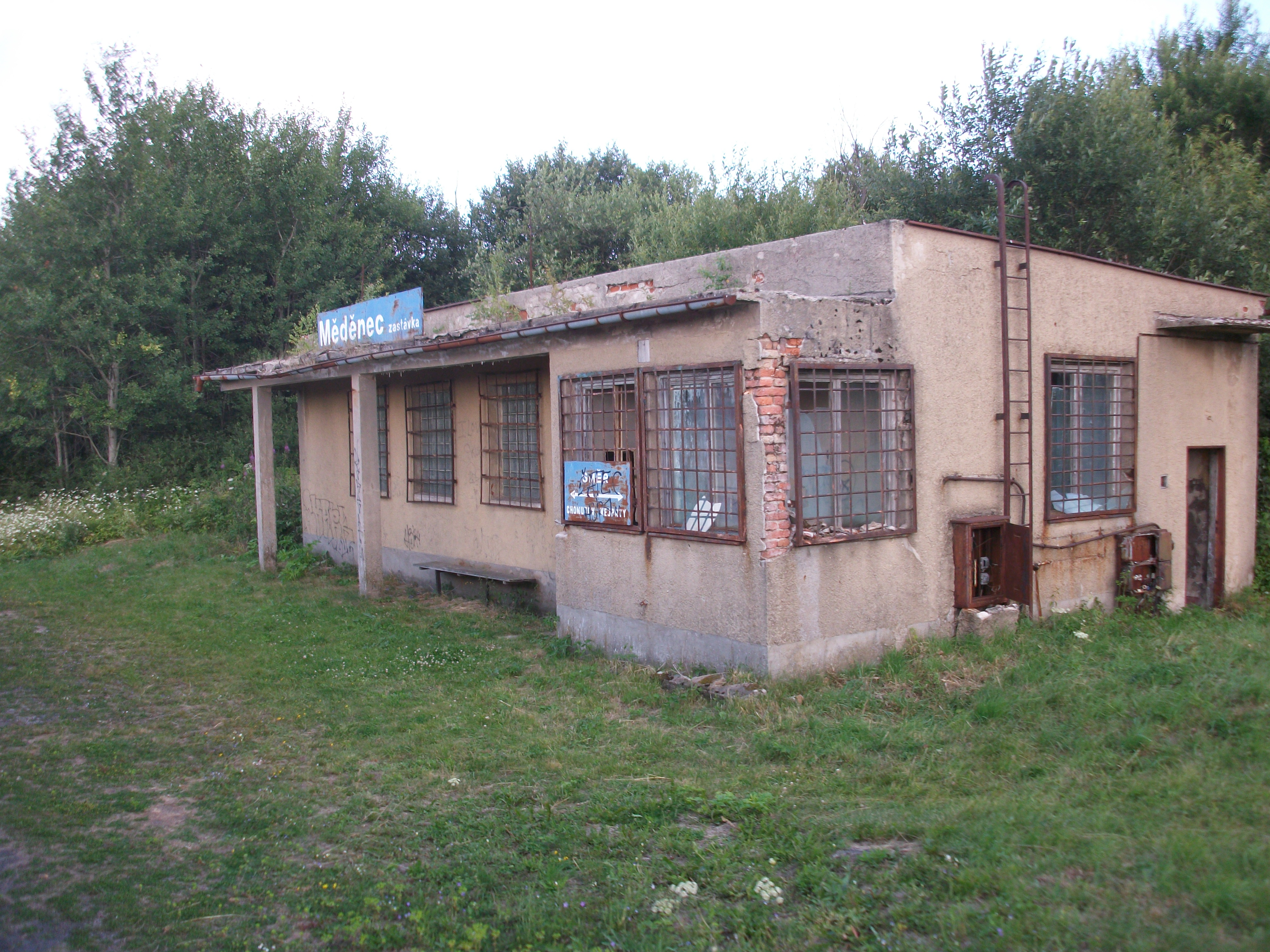
Haltepunkt Měděnec zastávka, Wartehalle (2018)

Der Haltepunkt Měděnec zastávka (bis 1945: Kupferberg Hp) befindet sich in der Nähe der stillgelegten Grube Měděnec nordwestlich des Orts Měděnec. Die Grube Měděnec mit ihrem markanten Förderturm hatte bis 2010 einen Gleisanschluss vom Haltepunkt aus. Die massive Wartehalle der Station ist in baulich schlechtem Zustand.
Kovářská městys ⊙

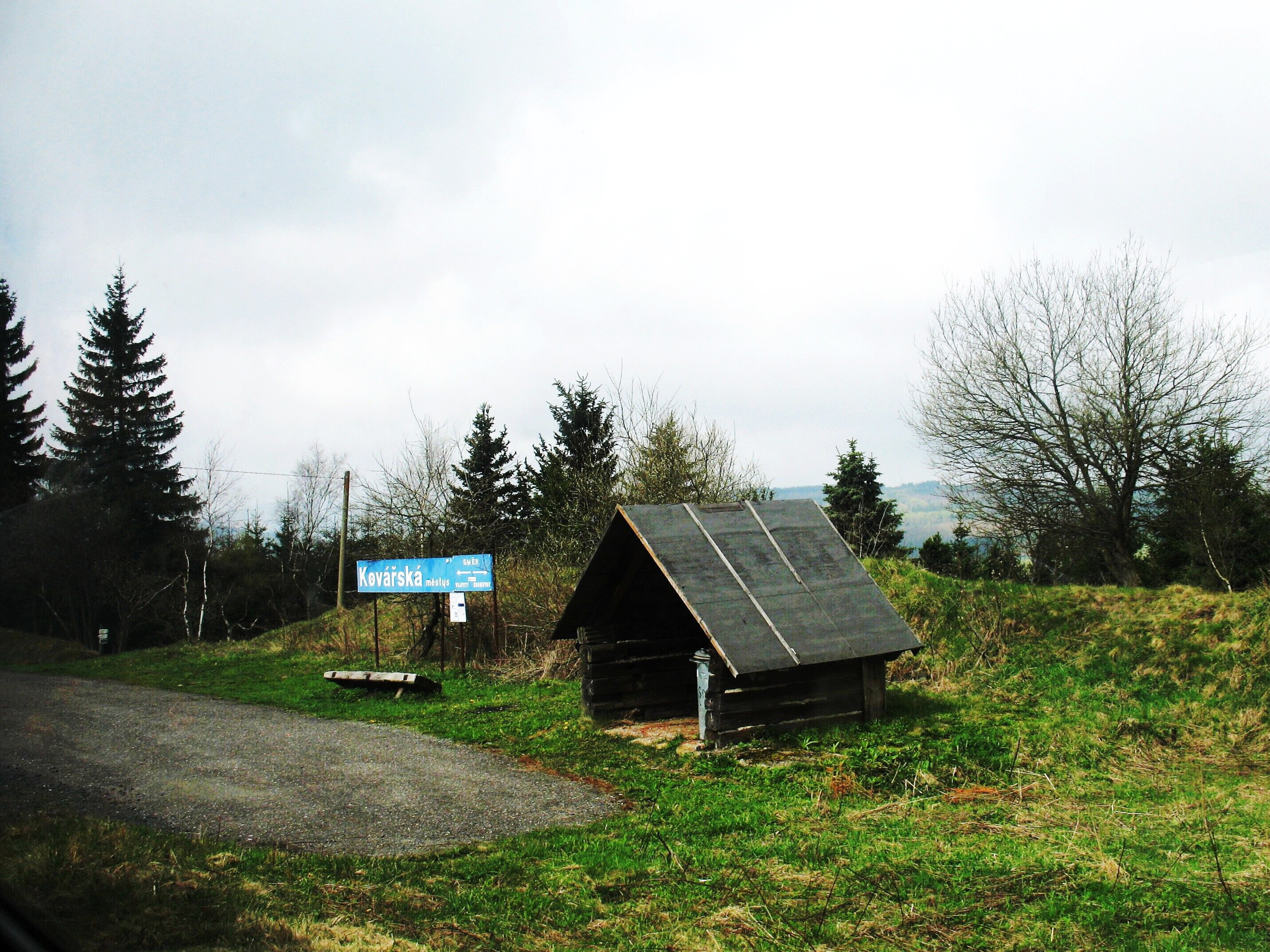
Haltepunkt Kovářská městys (2017)

Der Haltepunkt Kovářská městys (bis 1945: Schmiedeberg Markt) befindet sich außerhalb des Orts im Osten von Kovářská. Die Station verfügt lediglich über eine hölzerne Wartehütte.
Kovářská ⊙
Der Bahnhof Kovářská (bis 1945: Schmiedeberg) liegt abseits des Orts im Südwesten von Kovářská. Der 1872 eröffnete Bahnhof besitzt heute noch drei der vier Gleise. Die Station besaß weiterhin zwei Güterrampen, welche auf ein einst erhöhtes Güteraufkommen schließen lassen. An Hochbauten besaß der Bahnhof Schmiedeberg neben dem Empfangsgebäude einen Güterschuppen, ein Wasserhaus und ein Wärterhaus.
Im Jahr 1945 wurde der deutsche Stationsname Schmiedeberg aufgrund des fehlenden offiziellen tschechischen Namens zunächst durch die tschechische Version Šmídeberk ersetzt. Mit der offiziellen Neubenennung aller Orte in der Tschechoslowakei in den Jahren 1946 bis 1948 bekam der Bahnhof den bis heute gültigen Namen Kovářská. Im Jahr 2015 wurden das eingestürzte Dach und die eingestürzten Decken des Empfangsgebäudes wieder neu aufgebaut. Der baufällige Güterschuppen wurde hingegen abgerissen. Eine Rampe, das Wasserhaus und das Wärterhaus sind noch vorhanden. Für Reisende bietet eine hölzerne Wartehütte Unterstand.

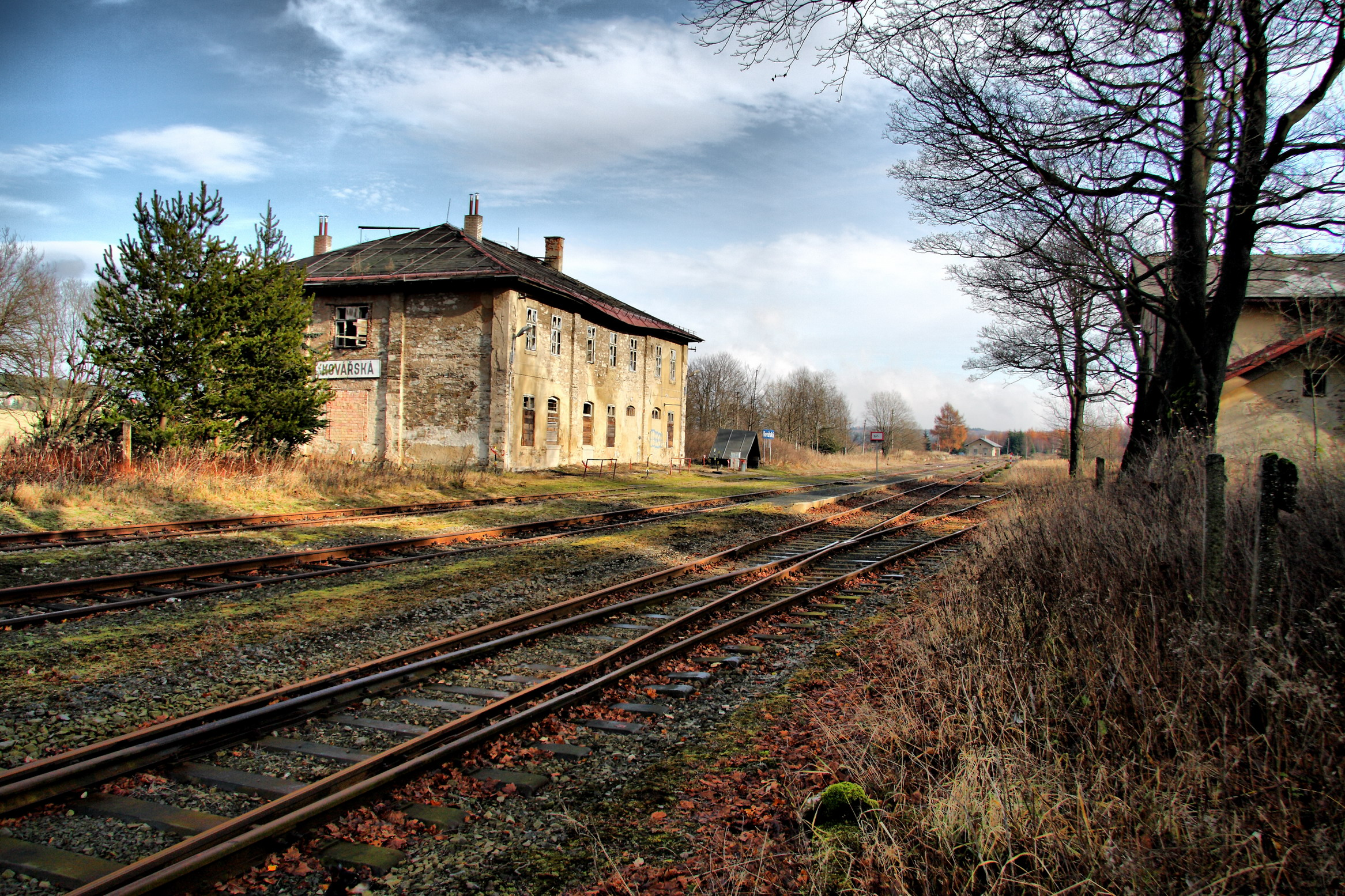
Bahnhof Kovářská (2008)
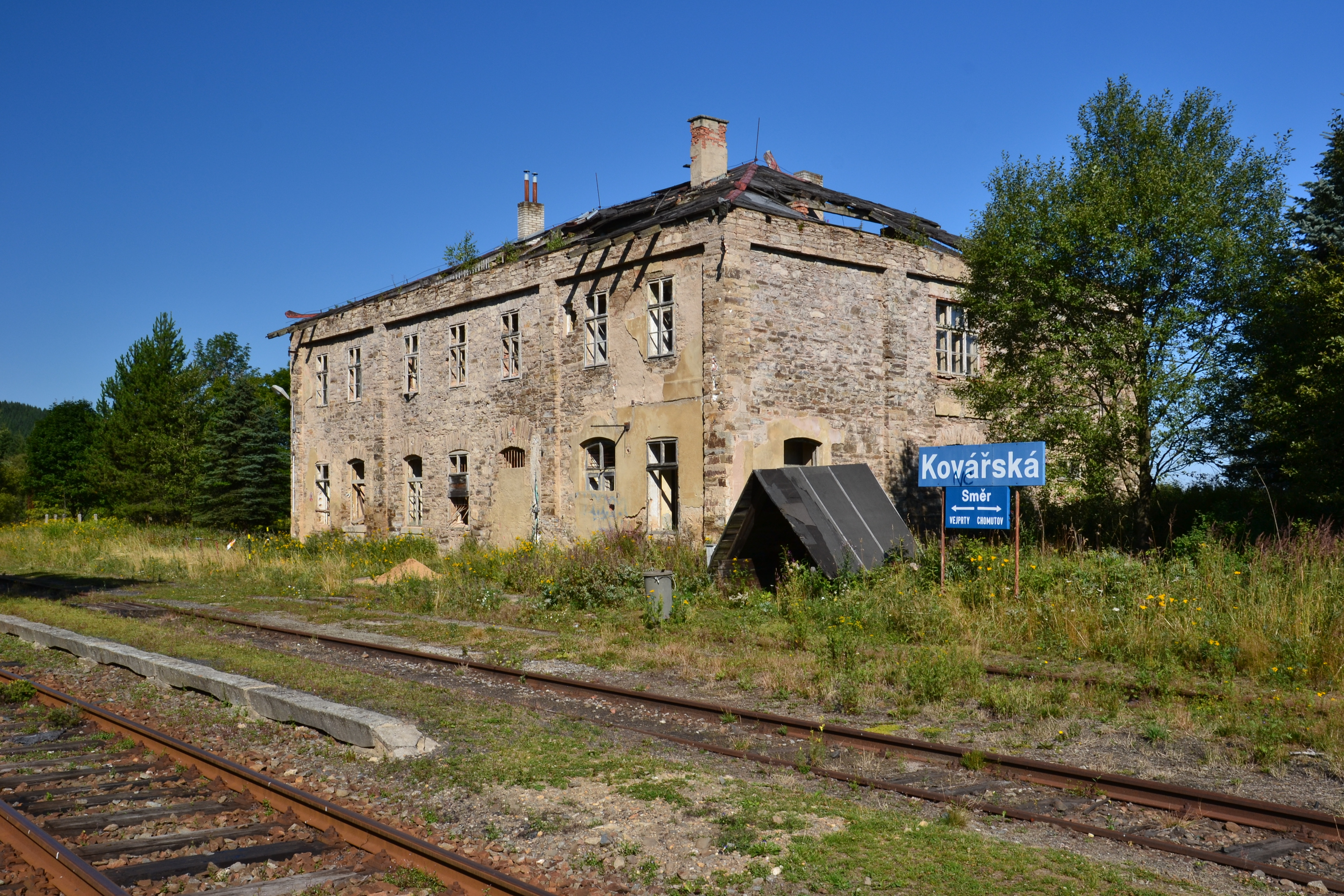
Bahnhof Kovářská, Empfangsgebäude mit eingestürztem Dach (2013)
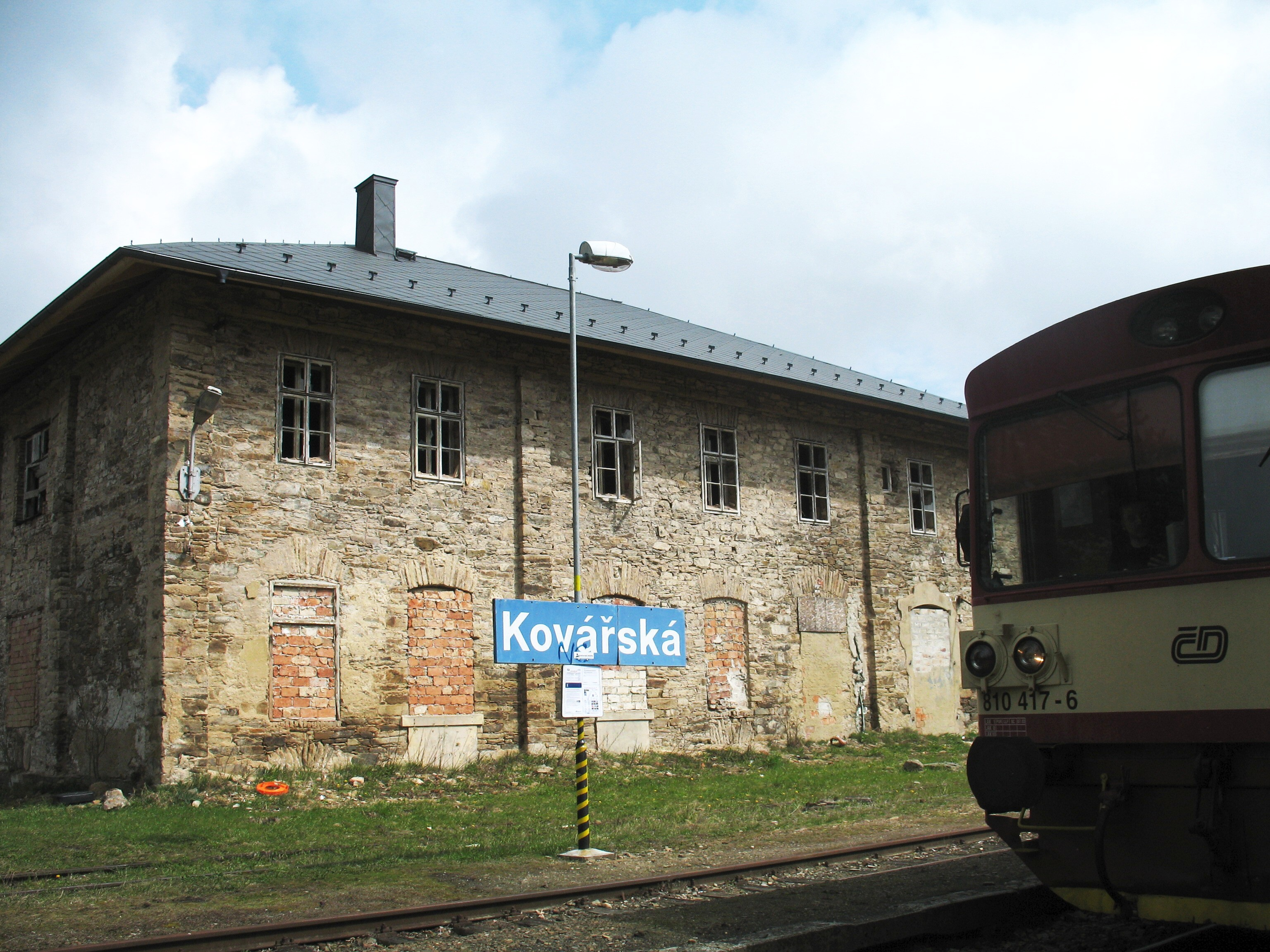
Bahnhof Kovářská, Empfangsgebäude (2017)
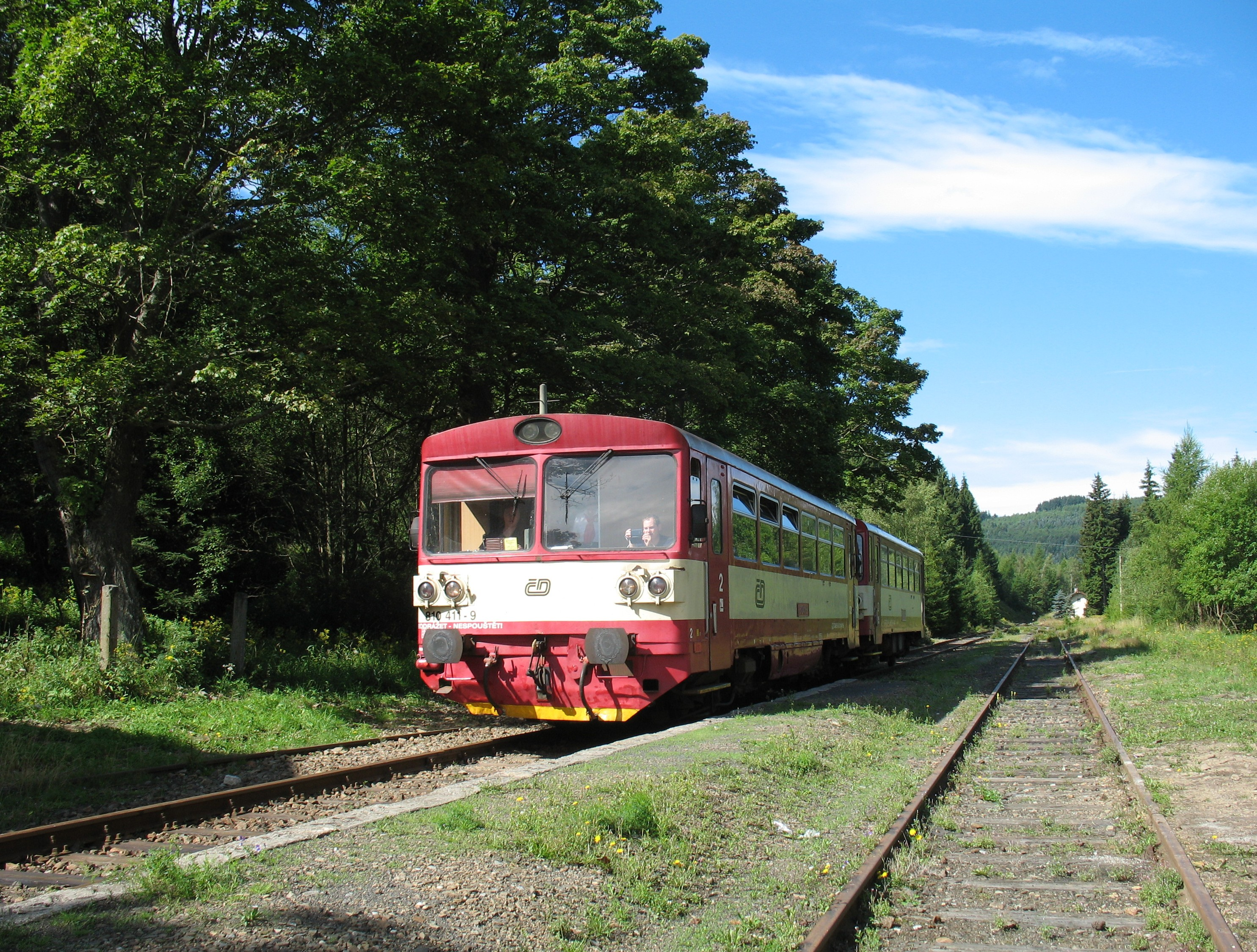
Zug im Bahnhof Kovářská (2014)

České Hamry ⊙

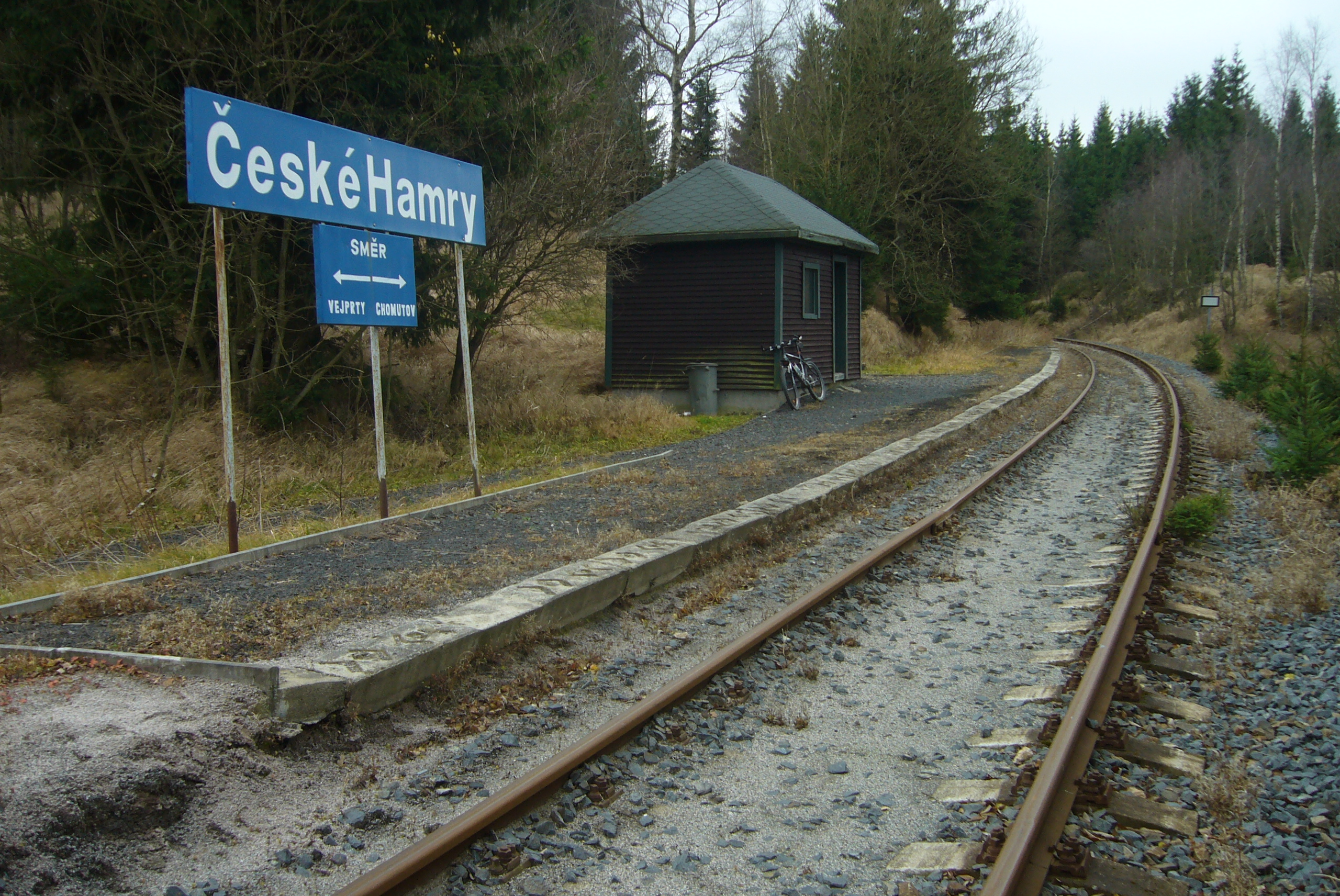
Haltepunkt České Hamry (2010)

Der Haltepunkt České Hamry (bis 1945: Böhmisch Hammer) ist der Haltepunkt des Ortsteils České Hamry (deutsch: Böhmisch Hammer) der Stadt Vejprty. Der Haltepunkt befindet sich oberhalb im Osten des Orts. Er verfügt lediglich über eine hölzerne Wartehalle.
Vejprty zastávka ⊙

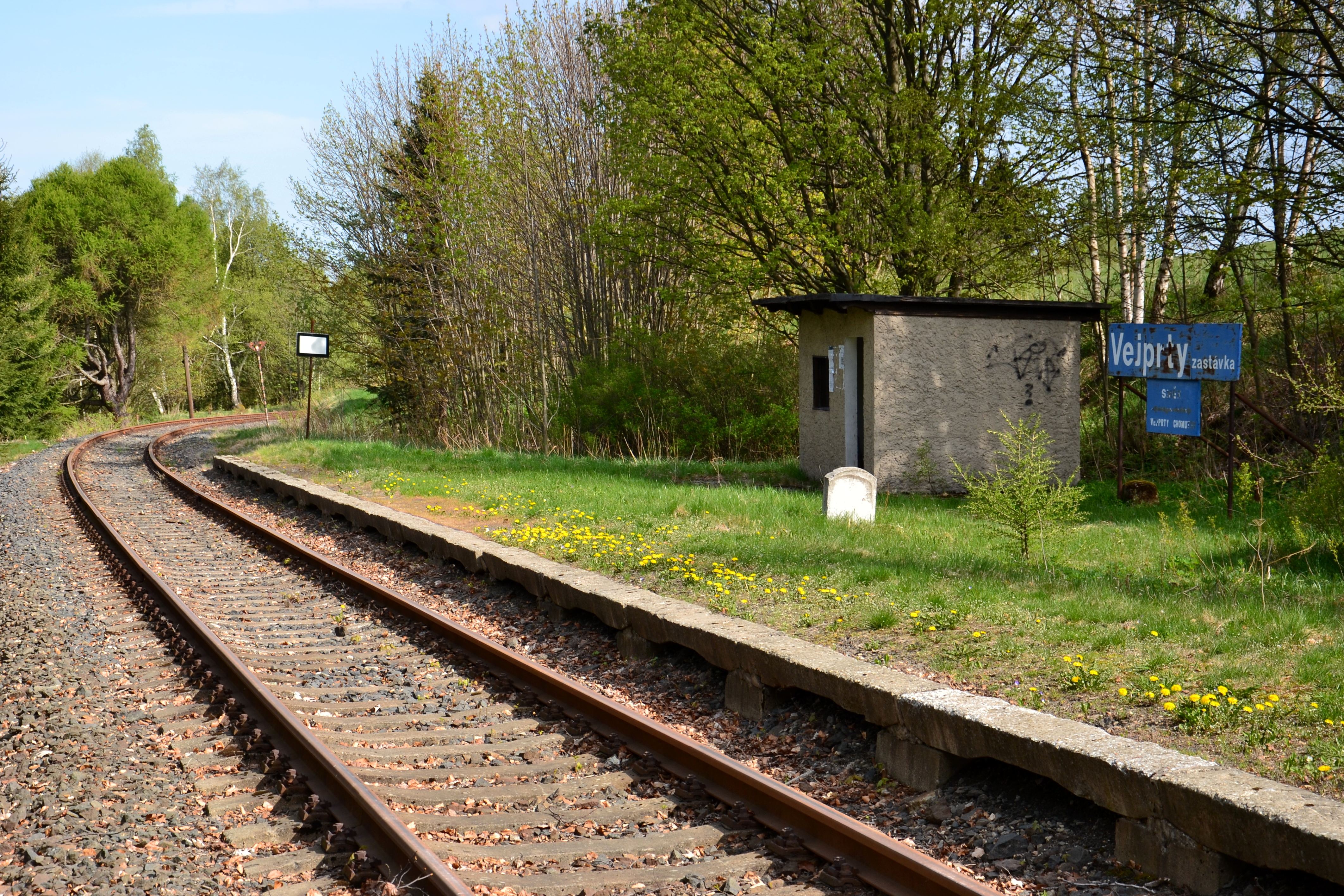
Haltepunkt Vejprty zastávka in Nové Zvolání (2018)

Der Haltepunkt Vejprty zastávka (bis 1945: Weipert Neugeschrei) ist der Haltepunkt des Ortsteils Nové Zvolání (deutsch: Neugeschrei) der Stadt Vejprty. Der Ort besaß bei Eröffnung der Bahnstrecke im Jahr 1872 noch keine eigene Station. Die Einrichtung des Haltepunkts wurde erst im späten 19. Jahrhundert durch den Posamentenfabrikanten Kanneberger erreicht. Die Station verfügt lediglich über eine massive Wartehalle. Die deutsche Übersetzung des heutigen Stationsnamens Vejprty zastávka bedeutet Weipert Hp. Diese Bezeichnung wurde bis 1945 für den im Süden von Vejprty liegenden Haltepunkt benutzt, welcher heute Vejprty koupaliště (deutsch: Weipert Bad) genannt wird.
Vejprty koupaliště ⊙

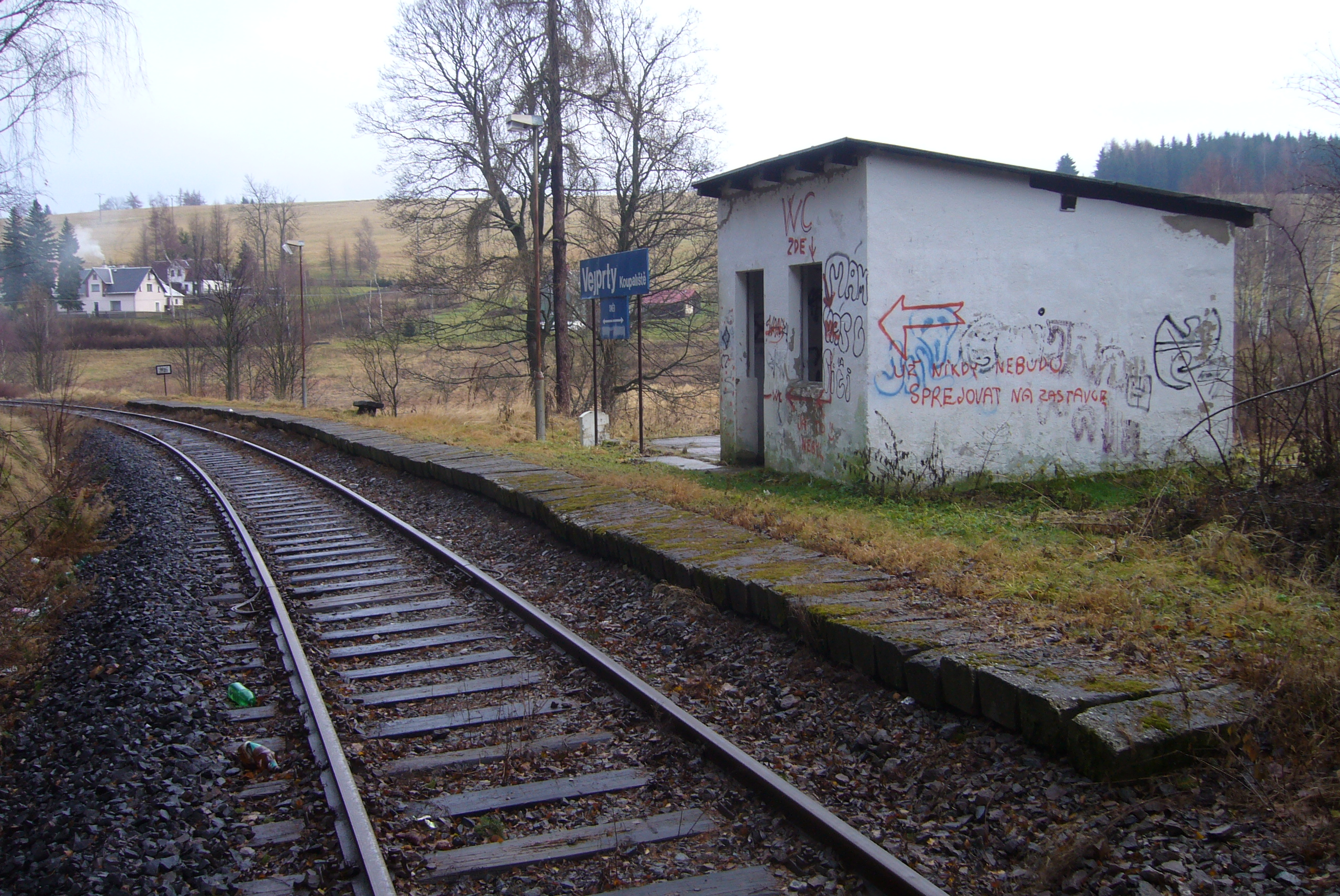
Haltepunkt Vejprty koupaliště (2010)

Der Haltepunkt Vejprty koupaliště (bis 1945: Weipert Hp) ist der Haltepunkt im Süden der Stadt Vejprty. Die Station verfügt lediglich über eine massive Wartehalle. Die heutige Bezeichnung Vejprty koupaliště (deutsch: Weipert Bad) bezieht sich auf das sich in der Nähe befindliche Freibad. Der frühere deutsche Name Weipert Hp (tschechisch: Vejprty zastávka) wird heute für den einstigen Haltepunkt Weipert Neugeschrei im Stadtteil Nové Zvolání verwendet.
Vejprty ⊙
Der Bahnhof Vejprty (bis 1945: Weipert) ist Grenzbahnhof zwischen Tschechien und Deutschland. Er befindet sich im Norden der Stadt Vejprty. Die einst umfangreichen Anlagen des Bahnhofes sind seit der Einstellung des grenzüberschreitenden Verkehrs nach 1945 in einem fortschreitenden Verfall begriffen. Das große Empfangsgebäude wurde im Frühjahr 2012 weitgehend abgerissen. Erhalten ist nur noch der nördliche, ehemals durch die sächsischen Beamten genutzte Flügel. Er wurde bereits 2008 renoviert.

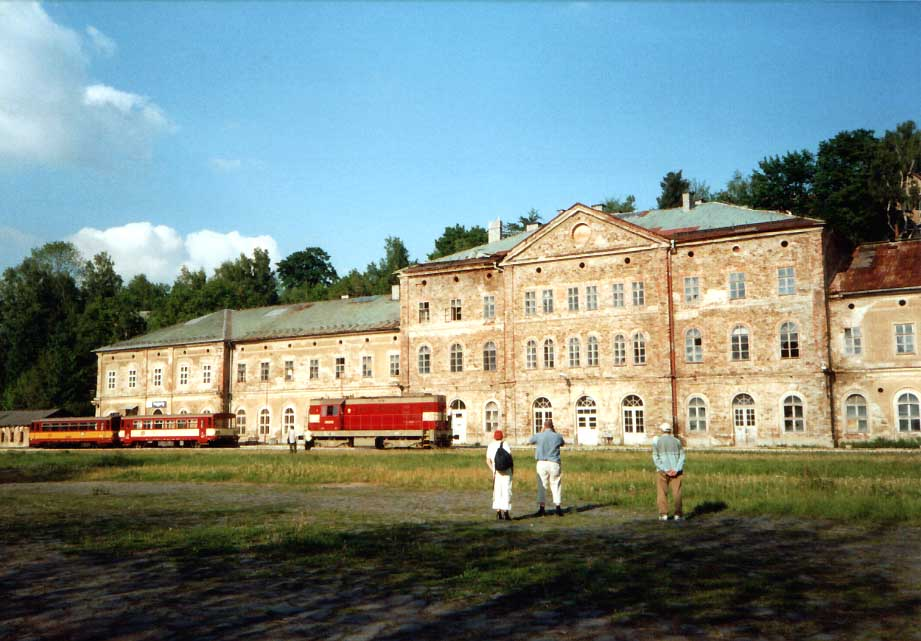
Bahnhof Vejprty, Empfangsgebäude (2003)
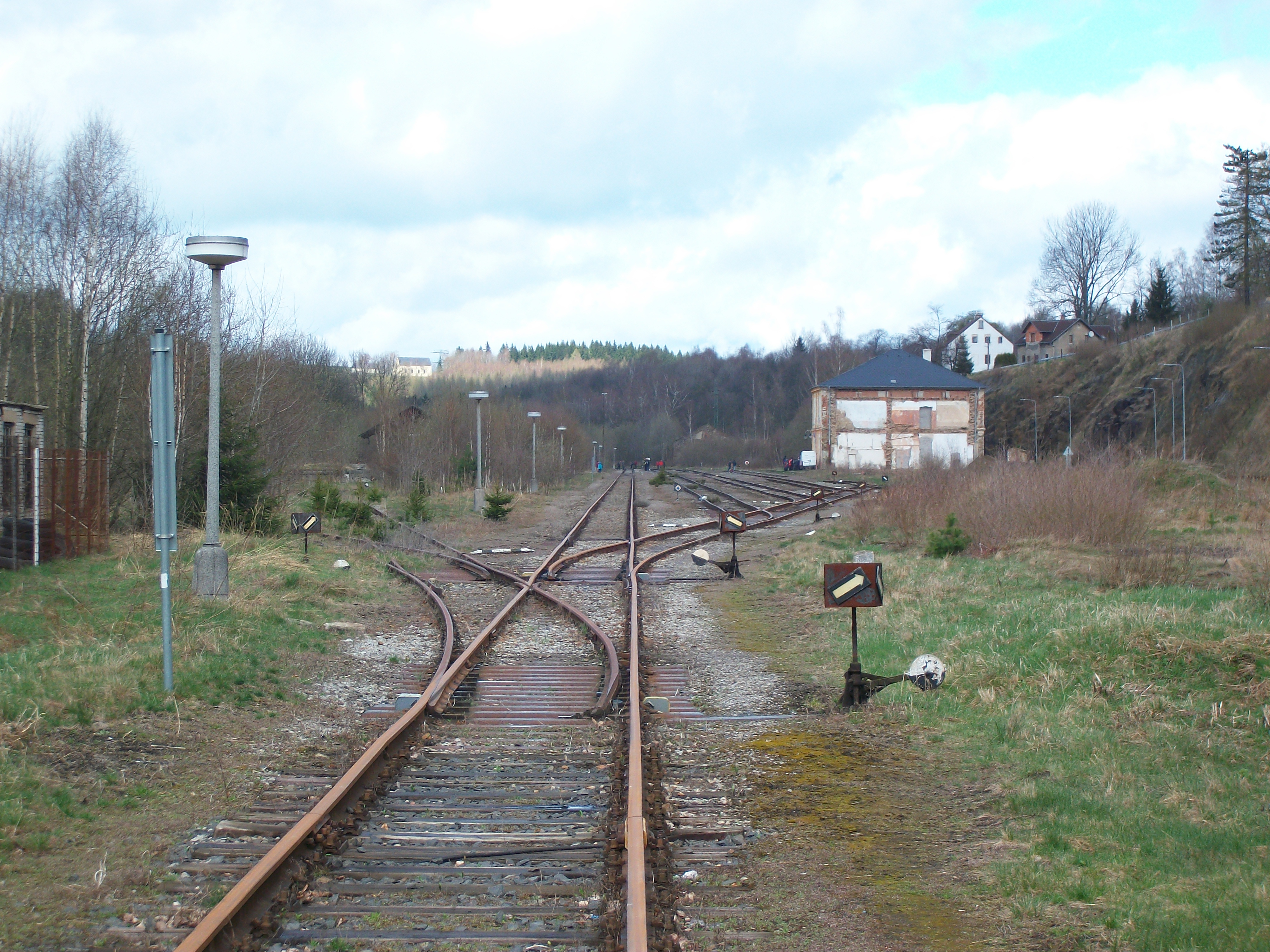
Bahnhof Vejprty mit dem Rest des Empfangsgebäudes (2017)

## Fahrzeugeinsatz
Die Länderbahn setzt Triebwagen des Typs RegioSprinter ein.